# Caída de la dictadura de Primo de Rivera

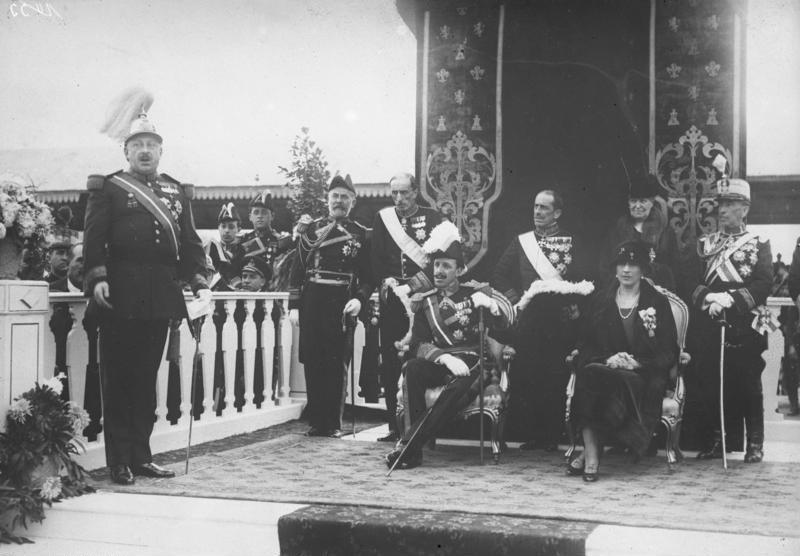
Primo de Rivera pronuncia un discurso ante los reyes en 1927, durante la conmemoración del 25 aniversario del acceso al trono de Alfonso XIII.

La caída de la dictadura de Primo de Rivera tuvo lugar el 28 de enero de 1930 cuando el general Miguel Primo de Rivera se vio obligado a presentar su dimisión al rey de España Alfonso XIII y este la aceptó, dando paso a la dictablanda de Dámaso Berenguer. El fin de la dictadura de Primo de Rivera fue la culminación de un proceso que comenzó varios meses antes. 
La historiadora Genoveva García Queipo de Llano sitúa el inicio de la crisis de la dictadura a mediados de 1928, momento en que confluyeron varios factores: el agravamiento de la diabetes que padecía el dictador y que poco después de dejar el poder le llevaría a la muerte; el fracaso de la dictadura para instaurar un régimen nuevo; y el papel creciente de la oposición, a la que se sumó un sector del Ejército que organizó varias conspiraciones armadas contra el régimen. Ángeles Barrio Alonso la sitúa un poco antes, a finales de 1927, cuando con la constitución de la Asamblea Nacional Consultiva quedó claro que Primo de Rivera, a pesar de que desde el principio había presentado su régimen como «temporal», no tenía ninguna intención de volver a la situación anterior al golpe de Estado de septiembre de 1923.
Por su parte, Alejandro Quiroga retrasa el inicio de la crisis a enero de 1929 cuando se produjo la insurrección encabezada por José Sánchez Guerra que, a pesar de su fracaso, «logró mostrar las costuras de un régimen con menos apoyos de los que alardeaba». «Lo cierto es que hasta principios de 1929 nada hacía indicar que el régimen primorriverista estaba en crisis», añade Alejandro Quiroga. Francisco Alía Miranda coincide con Quiroga: «Desde la sublevación de enero de 1929 las cosas ya no volvieron a ser iguales para la dictadura. El propio Primo de Rivera lo confesaría tras su dimisión al diario bonaerense La Nación: "...me dieron la desalentadora impresión de que el Ejército, que con tanta corrección, fidelidad y ciudadanía venía estando al lado de la dictadura, se apartaba de ella"».

## La pérdida de apoyos: la ruptura de la «alianza de 1923»
Los sectores sociales y políticos que inicialmente habían prestado su apoyo a la Dictadura —formando la «alianza de 1923», como la ha llamado Shlomo Ben Ami— fueron retirándoselo: los nacionalismos periféricos cuando la dictadura incumplió lo prometido sobre la «descentralización» y acabó disolviendo la Mancomunitat de Cataluña; las organizaciones empresariales descontentas con el aumento de la influencia de la UGT en las relaciones laborales —«la UGT reforzó sus organizaciones y comenzó a extenderlas a la agricultura, lo que subvertía las tradicionales relaciones entre jornaleros y patronos en el campo. En las ciudades, donde lo que dominaba era el pequeño y mediano patrono, el auge del poder sindical se traducía en obligaciones respecto a horarios, jerarquías de oficios, definición de tareas y de salarios a los que no estaban acostumbrados», afirma Santos Juliá—; los sectores intelectuales y universitarios que abandonaron su «benévola expectativa», desengañados con su «regeneracionismo» conservador; diversos grupos sociales y políticos liberales que veían cómo la Dictadura pretendía perpetuarse en el poder, incumpliendo su promesa de ser un «régimen temporal»; etc. Asimismo la progresiva pérdida de apoyos sociales y políticos, hizo que el rey, según Santos Juliá, comenzara «a considerar que tal vez la Corona corría algún riesgo si seguía atada a la figura del dictador».

### Los patronos
La política económica proteccionista e intervencionista de la Dictadura perjudicó los intereses de ciertos sectores económicos que por ello le fueron retirando progresivamente su apoyo. Fue el caso de los propietarios del sector de la agricultura comercializada que se quejaban de la política de altos aranceles porque perjudicaba a las exportaciones de aceite, vino y naranjas —así lo manifestó, por ejemplo, la Cámara de Comercio de Valencia en una fecha tan temprana como octubre de 1923—. O el de los comerciantes, ya que la política proteccionista suponía precios altos en el mercado interior lo que limitaba su volumen de actividad y reducía sus beneficios —sin embargo, Primo de Rivera los culpaba a ellos de la subida de los precios, achacándolo al «lujo excesivo» de sus tiendas—.
Las pequeñas y medianas empresas también protestaron por la política intervencionista que consideraban que estaba destinada a favorecer a las grandes y a las compañías monopolísticas y además perjudicaba al consumidor porque «la libre competencia es una condición indispensable para una producción de mejor calidad y más barata», como afirmó a finales de 1925 el Consejo Superior de Cámaras de Comercio, Industria y Navegación, y reiteró a comienzos de 1929: «El gobierno hace ya tiempo que ha abandonado su función armonizadora. Invade ahora un terreno que, debido a las exigencias naturales de la vida económica, debería permanecer cerrado a cualquier intervención oficial». La Confederación Gremial Española, la asociación de pequeños productores que había apoyado de forma entusiástica el golpe de Primo de Rivera, criticó también «la actuación de los comités reguladores de la producción nacional» y «la concesión de monopolios, de la clase que sean», ya que «solo con una absoluta libertad en el establecimiento de los negocios se estimulará la iniciativa individual y se empujará el perfeccionamiento de la producción».

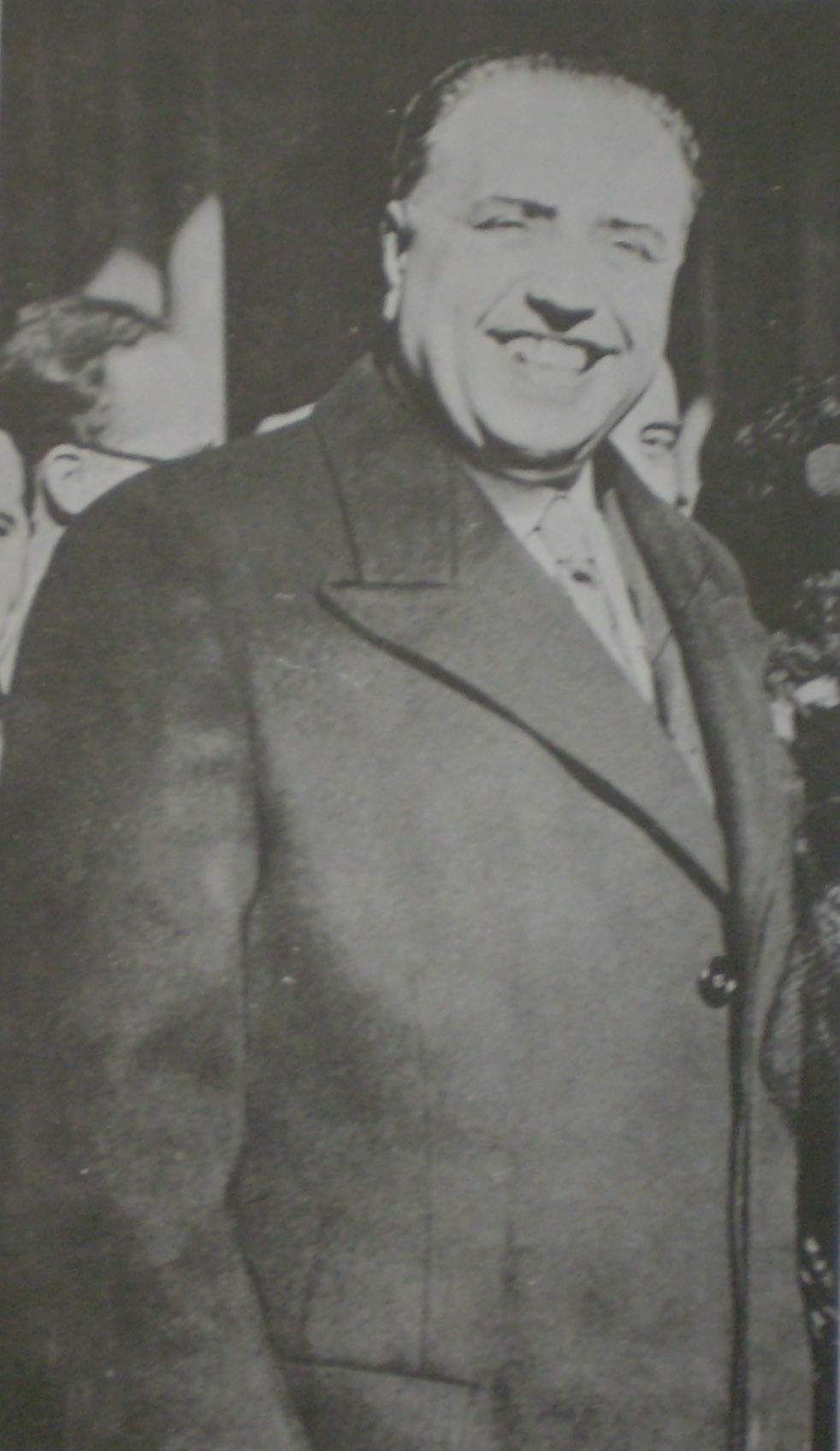
Eduardo Aunós, ministro de Trabajo y principal impulsor de la Organización Corporativa Nacional.

También fueron objeto de protestas el incremento de los impuestos, un «obstáculo al desarrollo normal de la producción», según los patronos, y las medidas contra el fraude fiscal, como la obligación de llevar un «libro diario de ventas». Una organización patronal se quejó de que resultaba «una pesadilla constante de los comerciantes e industriales que se les presente como los únicos defraudadores de Hacienda», a pesar de que eran quienes habían recibido todo el «peso de la reforma fiscal». También las grandes compañías se quejaron de los altos impuestos y en 1929 comenzaron a criticar asimismo la política económica intervencionista, que tanto les había beneficiado hasta entonces, por la carga fiscal que suponía.
Mayor oposición si cabe despertó entre los patronos y los hombres de negocios la política social del régimen que según ellos había «multiplicado las ventajas de la legislación social» y que se estaba haciendo a su costa al verse obligados a pagar más impuestos para financiarla. Los Comités Paritarios de la Organización Corporativa Nacional fueron objeto de una dura campaña en su contra por parte de las asociaciones patronales que exigían su eliminación o su reforma, campaña en la que participó activamente la prensa conservadora y católica, sobre todo cuando estos sectores percibieron que los grandes beneficiados del sistema corporativo, que siempre habían defendido, no estaban siendo los Sindicatos Libres sino los socialistas de la UGT. Las patronales se quejaban de que los Comités Paritarios no eran órganos exclusivamente dedicados a la conciliación y al arbitraje, sino que se ocupaban de asuntos que hasta entonces habían sido monopolio exclusivo de los patronos, como, por ejemplo, la disciplina o la organización del trabajo. Llegaron a decir que en los comités paritarios «se incuba a la hora presente la más grave lucha de clases de nuestra historia». El ministro de Trabajo Eduardo Aunós les respondió que los comités paritarios eran un instrumento clave en la «revolución desde arriba» de Primo de Rivera, la única que podía evitar «una catastrófica y anárquica revolución desde abajo», cuya principales víctimas serían las clases propietarias.

### El Ejército: la rebelión artillera y los intentos de golpe de Estado
La unidad mostrada por el Ejército durante el golpe de Estado de Primo de Rivera en cuanto este obtuvo el respaldo del rey, no se mantuvo mucho tiempo y «de hecho, la oposición de importantes sectores del Ejército fue uno de los factores determinantes en la caída de Primo», ha destacado Alejandro Quiroga. «Cuando el orden social ya no estuvo inmediatamente amenazado, se hubo resuelto el problema marroquí y el rey comenzó a dar muestras inequívocas de encontrarse a disgusto con la dictadura, se hizo evidente una creciente enajenación de las fuerzas armadas respecto a Primo de Rivera», ha afirmado Shlomo Ben Ami. En esto tuvo mucho que ver, según Eduardo González Calleja, la política militar de la Dictadura que «resultó caótica y contradictoria» como se pudo comprobar en la cuestión de Marruecos —primero defendiendo la postura «abandonista», apoyada por los militares junteros y cuestionada por los militares africanistas, y luego la intervencionista, defendida por los africanistas y criticada por los junteros— y en la política de ascensos, convertida «en el reino de la contradicción y la arbitrariedad». Una valoración compartida por José Luis Gómez Navarro: «A partir de septiembre de 1925 toda la política militar de la dictadura, desde el desarrollo de la guerra en Marruecos con el desembarco de Alhucemas hasta los cambios en los sistemas de ascensos, suponía el triunfo del espíritu y el modelo del ejército africanista sobre el juntero, reabriendo y agravando este enfrentamiento».

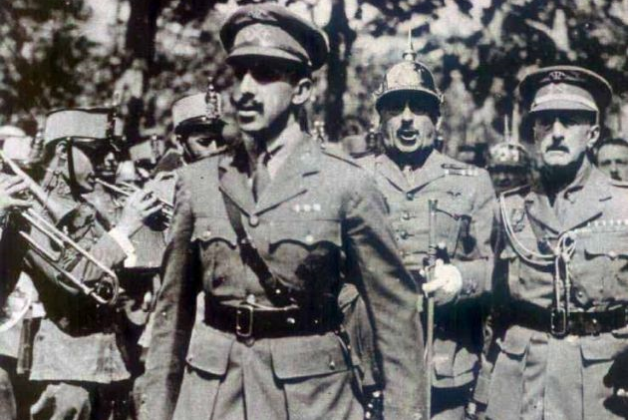
El rey Alfonso XIII, con uniforme de capitán general, pasando revista a las tropas. Detrás el dictador Primo de Rivera y a su izquierda el general Joaquín Milans del Bosch, capitán general de Cataluña y, posteriormente, jefe de la Casa Militar del Rey.

La gestión de los ascensos siempre había sido un tema muy polémico, especialmente en el Arma de Infantería, pues los junteros defendían que sólo se tuviera en cuenta la antigüedad, mientras que los africanistas patrocinaban los méritos de guerra. Progresivamente la Dictadura fue tomando el control de la Junta de Clasificación de generales y coroneles, por lo que fue Primo de Rivera quien en última instancia decidía los ascensos, recompensando a los militares afines y castigando a los críticos. Un Real Decreto de 4 de julio de 1926 estableció que no era necesario comunicar los motivos de por qué determinados jefes y oficiales no habían sido ascendidos y además se les negaba cualquier posibilidad de recurso. La arbitrariedad resultante en los ascensos —que se hizo evidente sobre todo tras el desembarco de Alhucemas en que se produjo un aluvión de promociones por méritos de guerra— motivó el distanciamiento de algunos jefes y oficiales que empezaron a conspirar contra la Dictadura contactando con políticos de los partidos del turno desalojados del poder. «Muchas de las memorias y obras políticas escritas por militares durante estos años y en los posteriores dejan traslucir agravios personales, antes que una militancia antidictatorial cimentada en profundas convicciones ideológicas», ha afirmado González Calleja. «La concentración de poder en manos del marqués de Estella (algo habitual en su manera de gobernar) y su arbitrariedad a la hora de ejercerlo (también un clásico primorriverista), decretando ascensos fulgurantes en el seno del Ejército, generalmente de africanistas, llevaron a numerosos generales y coroneles a posicionarse paulatinamente contra el dictador», ha subrayado Alejandro Quiroga.
En ese contexto de enfrentamientos internos se decretó el 20 de febrero de 1927 el restablecimiento de la Academia General Militar, que ya había existido en Toledo entre 1882 y 1893, con la finalidad, no sólo de mejorar la formación de la oficialidad, sino de restablecer «la unidad de la familia militar fomentando el compañerismo», según Eduardo González Calleja. Este mismo historiador interpreta el nombramiento como director de la misma del general Franco «como un gesto de reconciliación con los africanistas, lograda tras las operaciones del verano de 1925». Alejandro Quiroga hace una valoración similar: «El nombramiento de Francisco Franco como director de la Academia General Militar de Zaragoza no hizo más que confirmar el sesgo africanista del dictador a los ojos de muchos jefes y oficiales peninsulares cercanos a las Juntas». Javier Moreno Luzón y José Luis Gómez-Navarro también coinciden.

Escudo de armas de la Academia de Artillería de Segovia que fue cerrada por orden de Primo de Rivera durante el conflicto que mantuvo con el Cuerpo de Artillería.

El principal conflicto militar al que tuvo que hacer frente la Dictadura fue la rebelión del Arma de Artillería, que se opuso a la supresión, por un Real Decreto de 9 de junio de 1926, de la escala cerrada —los ascensos por antigüedad— que era la que regía en ese Cuerpo, así como en el resto de los cuerpos más técnicos del Ejército —Ingenieros y Sanidad Militar—. Las protestas fueron inmediatas y llegaron al rey, a quien pidieron la derogación del decreto y el cese de Primo de Rivera. El rey intervino, lo que tuvo sus efectos, ya que el dictador se vio obligado a acordar un pacto verbal con los artilleros, también para evitar estos se sumaran al golpe de Estado que estaba urdiendo el general Aguilera, y que sería conocido como la Sanjuanada: los ascensos por méritos de guerra sólo se concederían de forma excepcional y serían recurribles ante la Sala Tercera del Tribunal Supremo.
Sin embargo, la tregua sólo duró un mes porque el gobierno, superado el peligro de la «Sanjuanada», aprobó el 26 de julio de 1926 un Real Decreto en el que se otorgaba la facultad de conceder ascensos «especiales» en determinadas circunstancias, lo que volvió a levantar las protestas de los artilleros, ya que consagraba el principio del ascenso por elección. El 4 de septiembre los jefes y oficiales en activo iniciaron un «plante» consistente en la reclusión voluntaria en sus acuartelamientos. Al día siguiente Primo de Rivera decretó el estado de guerra en toda España, clausuró la Academia de Artillería de Segovia y suspendió de empleo, sueldo y fuero a todos los oficiales en activo —unos 1200— excepto los que estaban destinados en Marruecos, al tiempo que tomaba el control de los Parques de Artillería. Estas medidas, que contaron con el respaldo total del rey, suponían la disolución de facto del Cuerpo de Artillería. Los artilleros acabaron cediendo y en diciembre fueron restablecidos en sus funciones tras aceptar la reforma y comprometerse a ser fieles al rey y al Gobierno. Sin embargo, «la indignación contra el régimen y el rey fue duradera», ya que los artilleros participaron en adelante en todos los complots antidictatoriales, como el que estallaría en Ciudad Real y Valencia a inicios de 1929. Tras el fracaso del complot, Primo de Rivera disolvió de nuevo el Cuerpo de Artillería y cerró definitivamente la Academia de Artillería de Segovia, lo que ahondó el distanciamiento de los artilleros del régimen.
Aunque Alfonso XIII respaldó a Primo de Rivera, el conflicto con los artilleros dañó gravemente la relación entre el rey y Primo de Rivera, ya que cuando el monarca intentó mediar, este se opuso radicalmente amenazando con dimitir y recordándole al rey que el Ejército estaba bajo su mando. Por otro lado, la aceptación del rey de la disolución del arma fue interpretada por los artilleros como una connivencia entre Alfonso XIII y Primo de Rivera. Así, «el conflicto con los artilleros no dejó de tener repercusiones en lo sucesivo, y la más importante de ellas fue que acentuó el progresivo distanciamiento del rey». Por otro lado, la disolución también «incrementó el distanciamiento [de la Dictadura] de amplios sectores de la aristocracia que veían espantados cómo se cerraba un cuerpo con un gran número de nobles entre sus miembros» y de otros cuerpos de escala cerrada como Ingenieros y Sanidad militar.
Hubo dos intentos de golpe de Estado para desbancar a Primo de Rivera del poder y retornar al sistema constitucional. El primero fue conocido como la Sanjuanada porque estaba previsto para el 24 de junio de 1926. En la conspiración participaron los generales liberales Valeriano Weyler y Francisco Aguilera, y destacados miembros de la «vieja política» como Melquiades Álvarez, que fue quien redactó el manifiesto A la Nación y al Ejército de Mar y Tierra. El oficial de enlace con los anarquistas fue el capitán Fermín Galán, que encabezaría la sublevación de Jaca de diciembre de 1930, durante la Dictablanda de Dámaso Berenguer. «La indecisión, la variopinta composición de los conspiradores —un mosaico, en palabras del dictador— y la falta de objetivos claros y concretos llevó al traste a la Sanjuanada», ha afirmado Francisco Alía Miranda. «En reacción a este conato golpista, el dictador repartió multas a diestro y siniestro».
El segundo intento de golpe tuvo lugar en enero de 1929 y tuvo como escenarios principales Valencia y Ciudad Real. El líder civil del movimiento fue el político conservador José Sánchez Guerra y el militar el general Eduardo López Ochoa, aunque el verdadero cerebro de la conspiración fue Miguel Villanueva. Los artilleros fueron los protagonistas de la sublevación en la ciudad manchega. Se hicieron con el control de la misma con gran facilidad, pero desistieron cuando comprobaron que estaban solos, pues ninguna guarnición de las comprometidas se había sumado al pronunciamiento. A pesar del fracaso, «la noticia de la sublevación de los artilleros manchegos se publicó en los más importantes periódicos nacionales e internacionales, lo que daba muestras de intranquilidad en el interior del país y de desprestigio en el exterior. Los tribunales de justicia [que impusieron penas leves e incluso absolvieron a algunos de los implicados, como el propio Sánchez Guerra] dieron la puntilla al dictador».
Primo de Rivera decidió castigar a los artilleros por la participación de algunos de ellos en el golpe de Estado y en un consejo de ministros celebrado el 19 de febrero presidido por Alfonso XIII se aprobó un decreto por el que se disolvía de nuevo el cuerpo. «El rey, partidario de medidas menos drásticas y más clementes, se opuso; pero, después de una larga discusión, acabó firmando el decreto». Un general artillero monárquico le escribió en una carta a Primo de Rivera: «Han de pasar varias generaciones para que los artilleros olviden lo que les prometió el rey sin cumplirlo». Otro artillero, Antonio Cordón, este republicano, escribiría en sus memorias Trayectoria (recuerdos de un artillero): «La indignación de los artilleros contra Primo de Rivera se extendía también al soberano, pues la mayoría, incluso muchos monárquicos, estimaban que el Rey no debía haber firmado el decreto».
Los intentos de golpes de estado eran una novedad que había legitimado la propia Dictadura —era lícito recurrir a la fuerza militar (al viejo pronunciamiento) para derribar un gobierno y cambiar un régimen— y «en este sentido, la Dictadura fue como un retorno a la política del siglo XIX», ha afirmado Santos Juliá. Una valoración compartida por Javier Moreno Luzón: «La victoria del golpe de 1923, convalidada por Alfonso XIII, había reabierto la caja de los truenos, pues legitimaba el empleo de la violencia, o de las amenazas armadas, con el fin de trastornar la situación política. Retornaban pues, con actualizaciones propias del siglo XX, las costumbres insurreccionales del siglo XIX, arrinconadas —o por lo menos disminuidas— durante los casi cincuenta años de Restauración».
De hecho el intento de golpe de Estado de enero de 1929, aunque fracasó, «mostró a todo el país que Primo no tenía el control total del Ejército, por mucho que presumiera de ello». Esto se confirmó cuando el Consejo Superior de Guerra y Marina rebajó las sentencias iniciales y anuló las penas de muerte y las cadenas perpetuas impuestas en un consejo de guerra a los artilleros de Ciudad Real. Más aún cuando en octubre de 1929 el tribunal militar que lo juzgaba absolvió a José Sánchez Guerra, con el argumento que sus acciones habían sido lícitas porque estaban dirigidas contra un régimen ilícito. «Primo montó en cólera».
Por otro lado, las fricciones internas «alentaron el proceso de radicalización de un sector minoritario del Ejército», especialmente tras el golpe frustrado de enero de 1929 encabezado por Sánchez Guerra. En mayo el general Weyler, directamente implicado en el golpe, le escribió al líder socialista Indalecio Prieto que había que «actuar sin vacilaciones ni flaquezas» contra «la reacción [que] nos tiene inmovilizados». «El estado de cosas en España mueve mi ánimo a la desesperanza. Declaro que jamás conocí una tan encarnizada y tenaz amenaza contra nuestro ideario democrático», le dijo también. Poco después un grupo de oficiales, entre los que se encontraban Ramón Franco, Juan Hernández Sarabia, Arturo Menéndez, Fermín Galán y Ángel García Hernández —estos dos últimos encabezaron la sublevación de Jaca; los tres primeros desempeñaron cargos importantes durante la Segunda República— fundó la clandestina Unión Militar Republicana. En el manifiesto que hicieron público se decía: «Queremos ir a una República esencialmente democrática por medio de un movimiento popular apoyado en el Ejército».
José Luis Gómez-Navarro ha destacado que «el resultado de las políticas militares de la dictadura y de la implicación de Alfonso XIII en ellas, bien fuera de forma activa y protagonista, bien fuera como responsable político último del régimen y con potestad de firmar o no los decretos que se le sometían, tuvo consecuencias letales para las relaciones entre Alfonso XIII y las fuerzas armadas... La figura del rey-soldado, el rey defensor de las fuerzas armadas, quedó pulverizada para estos sectores [damnificados por la política militar de Primo de Rivera] a lo largo de la dictadura. Así, estos sectores del ejército derivaron de un sentimiento antidictatorial hacia uno antimonárquico, o al menos antialfonsino. [...] En 1923 había un ejército relativamente unido, aunque de forma frágil, y al servicio del rey. Por el contrario, en 1930, el ejército adolecía de una profunda división e importantes sectores del mismo se sentían muy distanciados de la monarquía y algunos hasta luchaban ya abiertamente por el republicanismo. Esa transformación fue, sin duda, efecto de la dictadura».

### La rebelión universitaria
Las primeras protestas estudiantiles tuvieron lugar en la primavera de 1925 promovidas por la recién creada Unión Liberal de Estudiantes (ULE) que agrupaba a los estudiantes republicanos. El incidente más grave estuvo protagonizado por los estudiantes de la Escuela de Ingenieros Agrónomos, encabezados por Antonio María Sbert, quienes no asistieron a un acto presidido por el rey en señal de protesta porque Primo de Rivera rechazó la petición que querían presentarle por no estar hecha «por el conducto reglamentario». La reacción del dictador fue expulsar a Sbert de la Escuela y confinarlo en Cuenca.

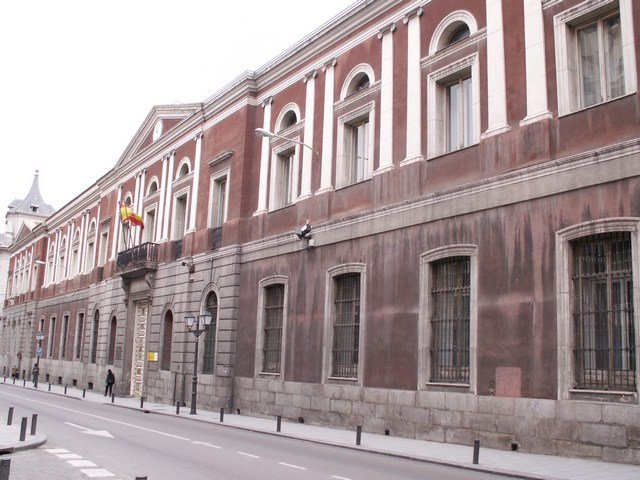
Edificio de la antigua Universidad Central de Madrid en la calle de San Bernardo.

A finales de 1926 Sbert y otros dos estudiantes crearon en Madrid la Federación Universitaria Escolar (FUE), como alternativa a la hasta entonces hegemónica Asociación de Estudiantes Católicos (AEC). La primera huelga importante que convocó la FUE fue en marzo de 1928 como protesta por el expediente abierto al catedrático Luis Jiménez de Asúa con motivo de una conferencia que pronunció en la Universidad de Murcia sobre el control de la natalidad, pero el movimiento más importante que impulsó la FUE fue la protesta en contra de la Ley Callejo promulgada en mayo de 1928, cuyo artículo 53 permitía expedir títulos universitarios a los dos centros de estudios superiores privados existentes entonces en España, ambos propiedad de la Iglesia Católica —los Agustinos de El Escorial, y los jesuitas de Deusto—. En principio, como ha señalado, Eduardo González Calleja, era «una respuesta de autodefensa de los estudiantes encaminados a profesionales liberales contra la plétora de licenciados procedentes de los establecimientos educativos confesionales».

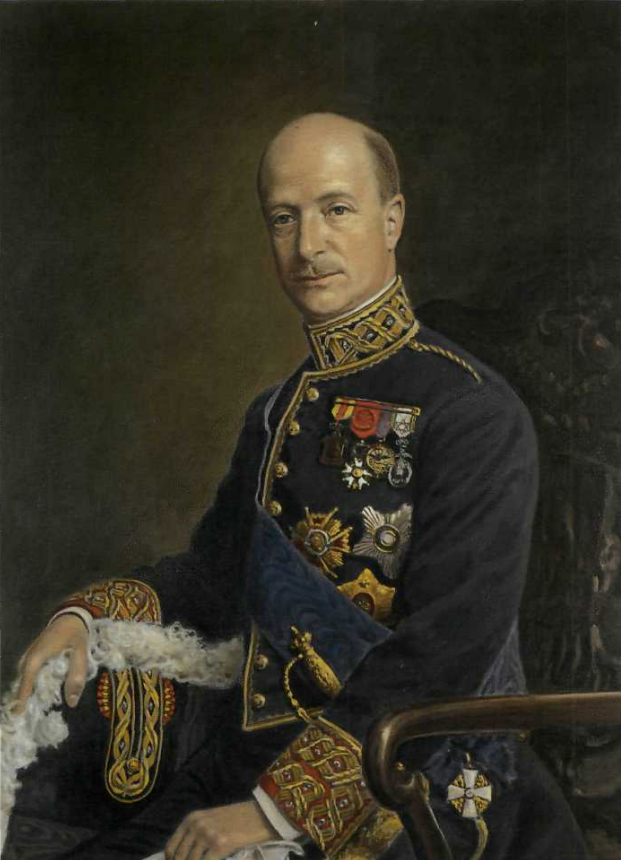
Eduardo Callejo de la Cuesta, ministro de Instrucción Pública, promotor de la conocida como la Ley Callejo que provocó las protestas de los estudiantes universitarios movilizados por la Federación Universitaria Escolar (FUE).

La protesta contra la Ley Callejo se acentuó en 1929 —en aquel año ya había matriculados 60 000 estudiantes cuando en 1923 solo eran 22 000—. De hecho, «la reanudación de la revuelta universitaria en marzo de 1929 fue el primer gran acto de oposición al régimen después de la intentona de Ciudad Real y Valencia». El 27 de febrero una asamblea de asociaciones estudiantiles convocó una huelga para el 7 de marzo. El Gobierno respondió con la expulsión de la universidad (y de todas las universidades españolas) del líder de la FUE Sbert, lo que soliviantó aún más los ánimos. En la fecha prevista se produjeron algaradas y manifestaciones callejeras que tuvieron un gran impacto público, ya que eran las primeras que se realizaban en el interior de España contra la Dictadura y la Monarquía. Los estudiantes invadieron las facultades, destrozaron efigies del rey —al que apodaron irónicamente «Alfonso el universitario» o «Alfonso el Sabio»— e hicieron ondear la bandera roja de la FUE mientras se enfrentaban a pedradas con la policía. En la fachada del Palacio Real apareció la expresiva pintada «Se alquila» y una estatua de Alfonso XIII fue decapitada y manchada con pintura roja con la apariencia de sangre. También hubo manifestaciones y tumultos en otras universidades, en las que en ocasiones, como en Madrid, se gritó «¡No somos artilleros!». El día 9 de marzo Primo de Rivera destituía al rector de la Universidad de Madrid y a los decanos de todas las facultades, siendo sustituidos por una Comisaría Regia. El día 10 la policía y la guardia civil tomaban al asalto los edificios universitarios, mientras los estudiantes apedreaban la casa del dictador y la sede del diario conservador ABC. El día 11 Primo de Rivera ordenó al Ejército la ocupación de las facultades y amenazó con la pérdida de matrícula a todos los estudiantes que persistieran en la huelga. Sólo los afines a la Asociación de Estudiantes Católicos (un 5 %) volvieron a clase. Los días siguientes los estudiantes continuaron la huelga y levantaron barricadas en el centro de la capital y quemaron kioscos del diario católico El Debate. El 13 se produjeron graves incidentes en Valladolid y Valencia. El 16 de marzo el gobierno cerró la Universidad Central de Madrid, a la que siguieron el cierre de otras seis por toda España. Más de cien profesores y catedráticos mostraron su solidaridad con los estudiantes y algunos de ellos, como José Ortega y Gasset, Luis Jiménez de Asúa, Felipe Sánchez Román, Fernando de los Ríos y Alfonso García-Valdecasas, renunciaron a sus cátedras.
Tras un periodo de cierta calma, el 9 de abril se reanudaron los disturbios y las universidades volvieron a ser cerradas. Se reabrieron el 24 de abril y la mayoría de los estudiantes volvieron a clase. Una semana antes fue cerrada la Universidad de Barcelona tras producirse enfrentamientos entre estudiantes y jóvenes de la Unión Patriótica (JUP) que habían sido movilizados por la Dictadura para acabar con la huelga y a los que se había autorizado a llevar revólveres (aunque este permiso fue revocado más tarde). El 19 de mayo Primo de Rivera comenzó a ceder al restablecer en sus funciones a las autoridades académicas y anular las sanciones a los estudiantes y finalmente el 21 de septiembre derogó el polémico artículo 53 de la Ley Callejo.

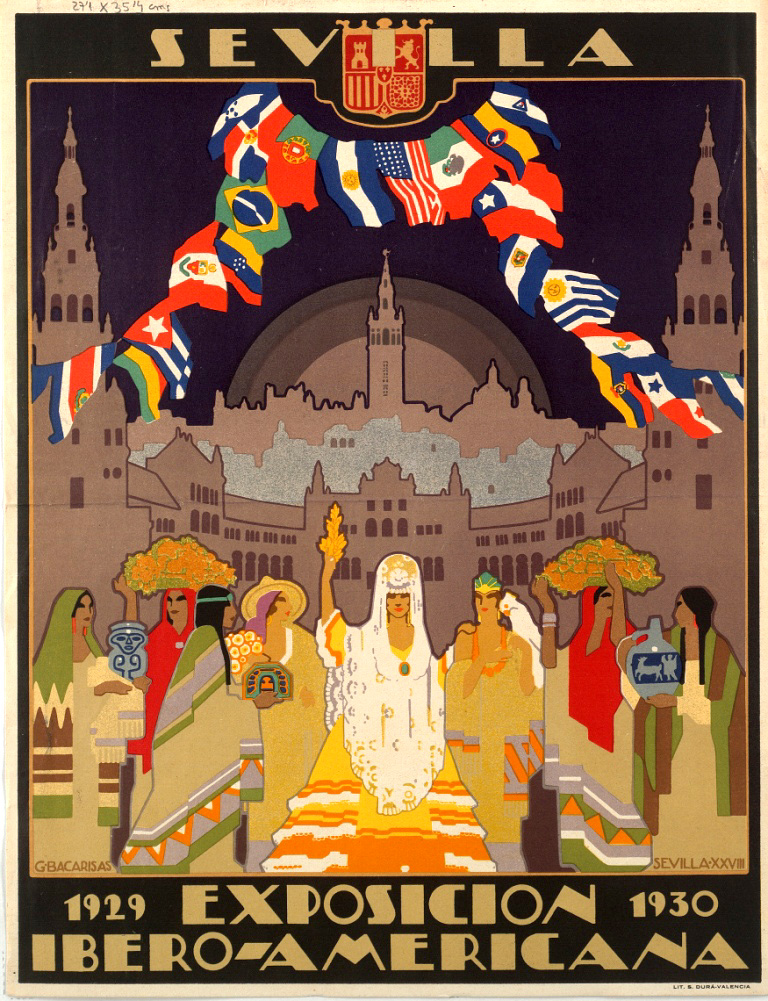
Cartel de la Exposición Iberoamericana de Sevilla inaugurada por el rey Alfonso XIII y por el dictador el 9 de mayo de 1929. Asegurar su éxito, así como la de Barcelona, fue uno de los motivos que llevaron a Primo de Rivera a ceder finalmente ante la rebelión estudiantil.

La capitulación final de Primo de Rivera ante el movimiento estudiantil también se debió a la presión del mundo de los negocios y a la necesidad de asegurar la celebración de las exposiciones de Barcelona y de Sevilla. La Cámara de Comercio de Madrid pidió al gobierno que cediera a las reivindicaciones estudiantiles «en beneficio del comercio», y el diario conservador ABC pidió «indulgencia» hacia los estudiantes «con el fin de garantizar el éxito de las exposiciones» internacionales de Sevilla y de Barcelona que se inauguraron a principios de mayo de ese año. Primo de Rivera también tuvo presente que los desórdenes estudiantiles podían poner en peligro no sólo las exposiciones, sino también la reunión de la Asamblea de la Sociedad de Naciones que iba a celebrarse en Madrid. «La cuestión reputacional en el extranjero obsesionaba a Primo», ha advertido Alejandro Quiroga. Un ejemplo de esa preocupación del dictador fue la publicación en plena revuelta estudiantil de un folleto de la Oficina de Turismo española en Londres en el que se decía que «el público británico era víctima de informaciones alarmistas deliberadamente promovidas [por] [...] la escoria revolucionaria con la intención de hacer fracasar las exposiciones de Barcelona y Sevilla, como parte de una maniobra calculada para su propio beneficio».
Alejandro Quiroga ha destacado que «si algo vino a demostrar la revuelta universitaria fue la escasísima impronta de las JUP entre los estudiantes universitarios y, por extensión, entre los jóvenes de clase media urbana. Al contrario que los jóvenes fascistas [italianos]... las JUP se mostraron ineptas a la hora de frenar las movilizaciones antidictatoriales». Tampoco acabó con la revuelta la propaganda desplegada por los medios oficiales, como el diario La Nación, acusando a los estudiantes de estar manipulados por los «malos españoles» y por los «enemigos del Régimen» y la movilización de la Unión Patriótica y la celebración de numerosos actos en homenaje al dictador, en los que participó en muchas ocasiones el propio Primo de Rivera, para «destacar ante el extranjero la verdadera opinión nacional». En este sentido «las exposiciones de Barcelona y Sevilla adquirieron un carácter propagandístico aún más relevante del que ya de por sí tenían para Primo». El 9 de mayo el rey Alfonso XIII acompañado del dictador inauguró la de Sevilla y diez días después la de Barcelona.
La derogación del artículo 53, sin embargo, no detuvo la protesta estudiantil —«una dictadura que capitula es un régimen vencido, y los estudiantes se daban perfecta cuenta de ello», advierte Ben Ami—. La FUE exigió la rehabilitación de Sbert, el levantamiento de las sanciones contra los profesores y el reconocimiento de la libertad de asociación de los estudiantes. Así la agitación estudiantil se reanudó el 22 de enero de 1930. «El 28 de enero, Primo de Rivera presentó la dimisión al rey, sonándole aún en los oídos el eco de los clamores estudiantiles», comenta Shlomo Ben Ami.

### La oposición de los intelectuales
Como ha señalado Shlomo Ben Ami, Primo de Rivera «no hizo el menor esfuerzo por captar a los intelectuales. Hombre de acción, despreciaba a los "semiintelectuales", hombres de letras y palabras, por los que decía sentir una mezcla de lástima y desprecio». De hecho «los intelectuales supusieron un auténtico dolor de cabeza al dictador», ha indicado Francisco Alía Miranda.
El primer conflicto de la Dictadura con los intelectuales se produjo a las pocas semanas del golpe y tuvo como epicentro el Ateneo de Madrid cuando a mediados de noviembre de 1923 la Junta presidida por Ángel Ossorio dimitió y suspendió las actividades previstas como protesta a que un delegado gubernativo estuviera presente en cada uno de los actos que se celebraran, para evitar que se criticara al Directorio como ya había sucedido en la conferencia pronunciada el 7 de noviembre por el exdiputado Rodrigo Soriano titulada «Ayer, hoy y mañana». El 31 de enero de 1924 se celebraron elecciones, resultando ganadora la candidatura presidida por el «conciliador» Armando Palacio Valdés, pero este dimitió tres semanas después cuando reaparecieron los debates políticos en el seno de la institución, que fue cerrada el 22 de febrero por orden de Primo de Rivera. Lo mismo le sucedió al año siguiente, por ejemplo, al Ateneo de Ciudad Real.

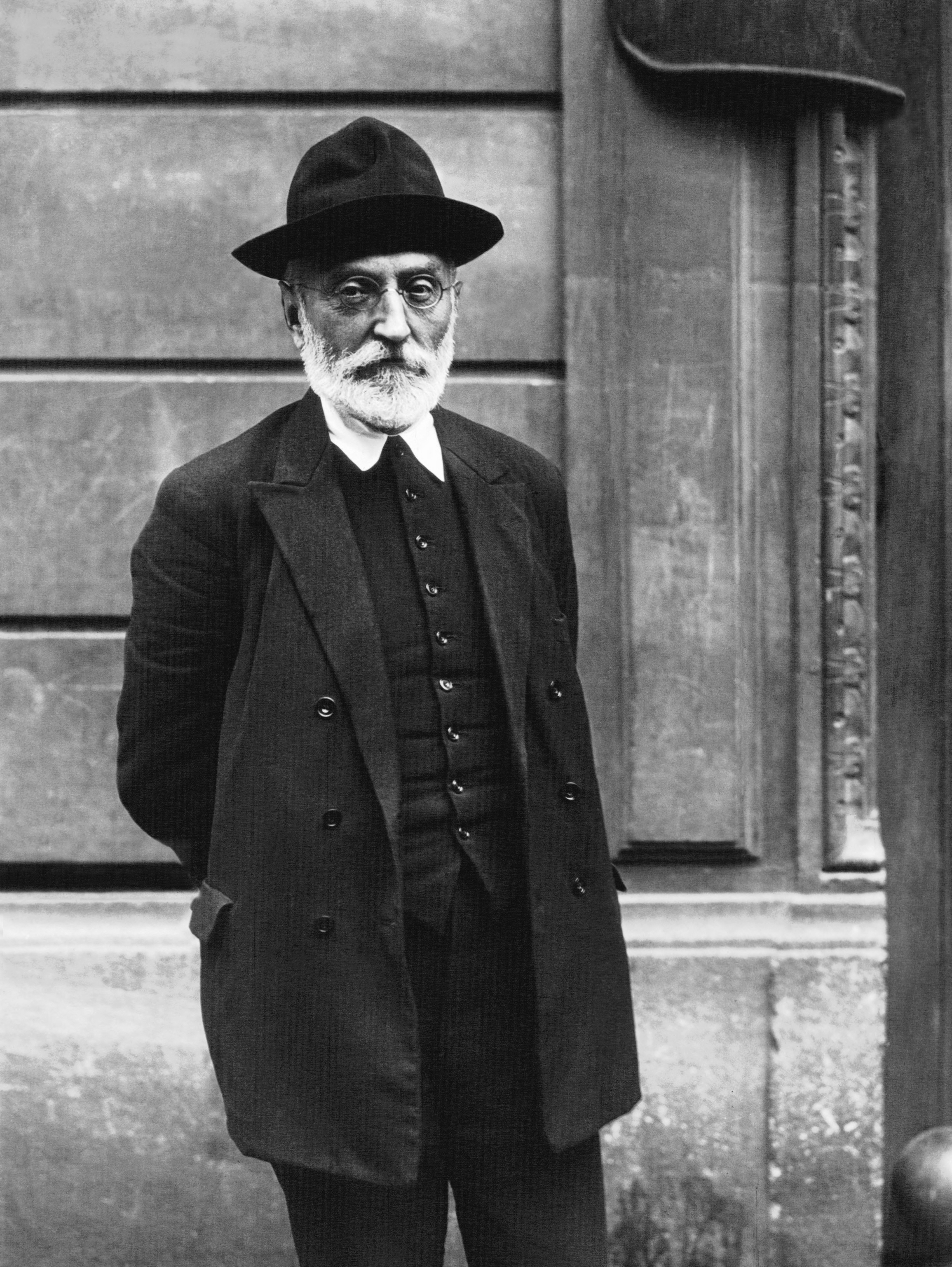
Miguel de Unamuno exiliado en París (1925).

El siguiente conflicto tuvo como protagonista al escritor y catedrático Miguel de Unamuno, que fue desterrado el 21 de enero de 1924 a la isla de Fuerteventura por haber publicado en el semanario argentino Nosotros una carta en la que calificaba al dictador de «botarate sin más seso que un grillo». Un mes después, el 22 de febrero de 1924, el mismo día del cierre del Ateneo de Madrid, la prensa publicó la suspensión de empleo y sueldo de Unamuno y la pérdida de todos sus cargos académicos en la Universidad de Salamanca. Meses más tarde Unamuno no se acogió a la amnistía decretada el 4 de julio de 1924 por el Directorio y se autoexilió en Francia —al abandonar Fuerteventura dijo: «Volveré, no con mi libertad, que nada importa, sino con la vuestra»—, transformándose, como ha destacado Eduardo González Calleja, «en el mito más duradero del movimiento de oposición intelectual al régimen». Allí se sumó a la crítica del escritor republicano Vicente Blasco Ibáñez que publicó dos folletos contra la Dictadura y contra el rey —uno de ellos titulado Alphonse XIII demasqué ('Alfonso XIII desenmascarado')— que fueron introducidos clandestinamente en España.
Poco después de la sanción a Unamuno, tuvo lugar la primera protesta colectiva de intelectuales contra la Dictadura. Fue un manifiesto de marzo de 1924 contra la persecución de la lengua catalana, que había sido redactado por Pedro Sáinz Rodríguez. Tres meses después apareció un nuevo manifiesto crítico con la Dictadura con motivo de la creación de la Unión Patriótica y que iba firmado por 175 personas, entre ellas Sáinz Rodríguez y José Ortega y Gasset. Este último fue respondido con una despectiva «nota oficiosa» de Primo de Rivera, que «fue el primer indicio del violento antiintelectualismo que a partir de 1926 atenazaría al dictador y erosionaría de forma irreversible sus relaciones con la élite de la inteligencia española», afirma González Calleja.
El siguiente conflicto también tuvo como protagonista al catedrático Sáinz Rodríguez, quien en la apertura del curso 1924-1925 en la Universidad Central criticó a la Dictadura. El 27 de octubre de 1924 se organizó un banquete en su honor en el Hotel Palace al que asistieron 300 comensales, entre ellos destacados políticos de los partidos del turno. Fue disuelto por la policía en medio de gritos a favor de la libertad, tras pronunciarse varios discursos antidictatoriales. Entre los detenidos se encontraban los generales Dámaso Berenguer y Leopoldo Sarabia que también habían asistido al banquete.

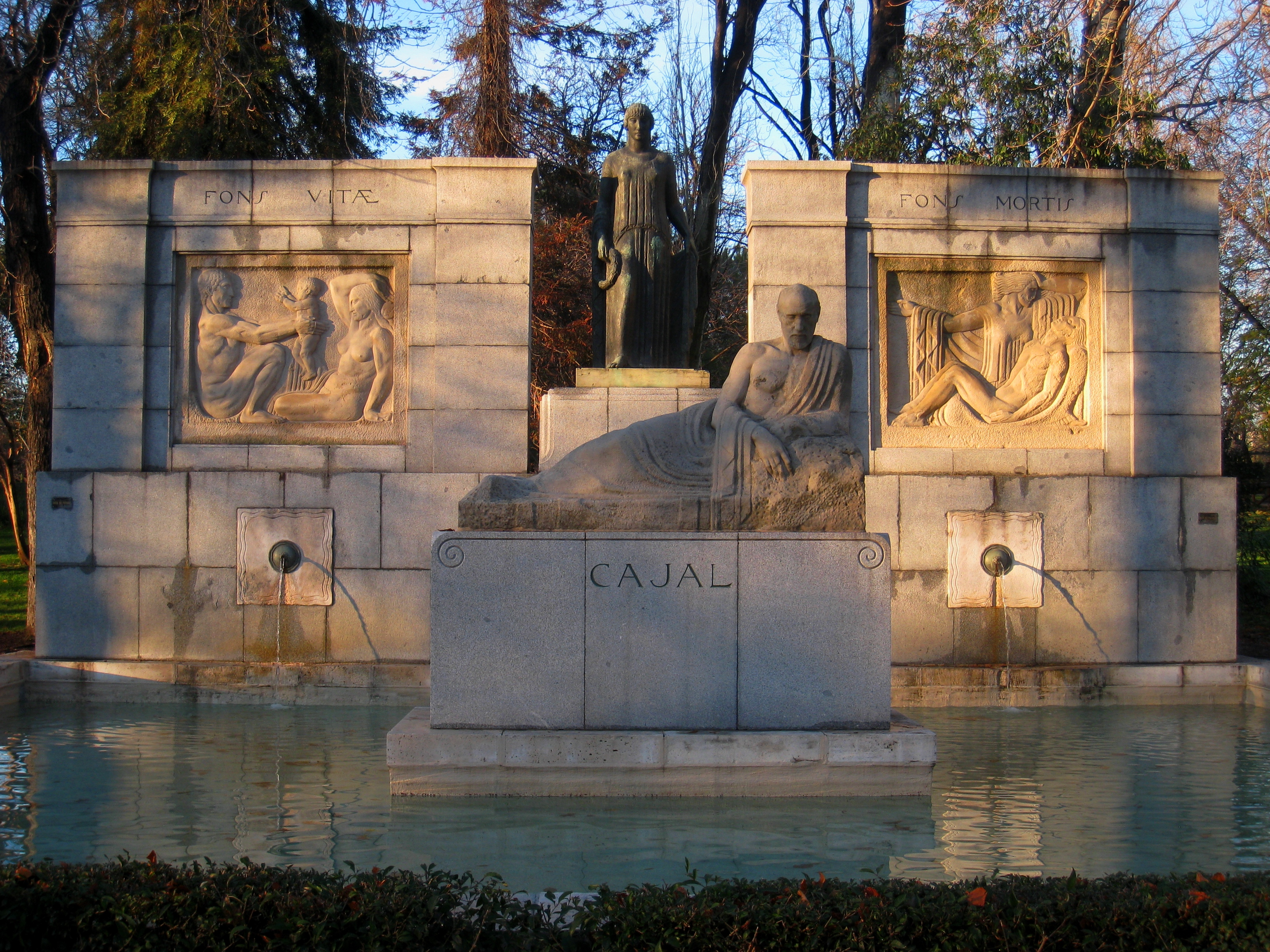
Monumento a Ramón y Cajal en el Parque del Retiro de Madrid, cuya inauguración el 24 de abril de 1926 provocó un nuevo enfrentamiento entre Primo de Rivera y los intelectuales críticos con su régimen.

El enfrentamiento definitivo de Primo de Rivera con los intelectuales críticos con su régimen se produjo con motivo de la inauguración de un monumento en homenaje a Santiago Ramón y Cajal en el Parque del Retiro de Madrid el 24 de abril de 1926. Cuando el dictador tuvo conocimiento de que se iba organizar una ceremonia paralela hizo pública una nota oficiosa contra los que «a sí mismos se califican de intelectuales». Pocos días después los estudiantes protestaron por haberse cubierto la cátedra que Unamuno había dejado vacante en la Universidad de Salamanca, con quienes se solidarizó el catedrático Luis Jiménez de Asúa, por lo que fue deportado a las islas Chafarinas el 30 de abril, de donde pudo regresar el 18 de mayo gracias a la amnistía dictada con motivo del cuadragésimo cumpleaños del rey.
A partir de entonces proliferaron los ensayos críticos con la Dictadura y con la Monarquía y que exigían el establecimiento de un régimen democrático. Asimismo en junio de 1928 se fundó la Liga de Educación Social integrada por los más destacados intelectuales contrarios al régimen: Luis Jiménez de Asúa, Gregorio Marañón, Ramón María del Valle-Inclán, Ramón Pérez de Ayala o Manuel Azaña. Por el contrario, otros intelectuales apoyaron a la Dictadura, adoptando posiciones antidemocráticas y antiliberales, como Ramiro de Maeztu y Eugenio D'Ors, que les acercaron a la extrema derecha tradicional, representada por José María Pemán y José Pemartín. En abril de 1929 Federico García Lorca y Pedro Salinas, dos destacados poetas de la llamada Generación del 27 cuyos miembros no se habían inmiscuido en temas políticos (sí que lo harían durante la Segunda República, en su inmensa mayoría a favor de esta), publicaron una carta abierta a los intelectuales en la que se manifestaban en contra del «apoliticismo» y hacían un llamamiento a los hombres con sensibilidad liberal.
Según Eduardo González Calleja,

La persecución sufrida de manos de la Dictadura por un destacado sector de la intelectualidad española le lanzó a recrear la fraseología liberadora heredada de la Revolución Francesa, y a transformarse —a veces, muy a su pesar— en guía del pueblo. […] Con la Dictablanda de Dámaso Berenguer los intelectuales como los conocidos casos de Ortega y Azorín dieron el paso definitivo desde una actitud crítica con la Monarquía a un compromiso militante con la República.

### El conflicto con el clero catalán
El único conflicto que tuvo la Dictadura con la Iglesia católica fue con motivo de la resistencia de los obispos catalanes, encabezados por el arzobispo de Tarragona, Francisco Vidal y Barraquer, y por el obispo de Barcelona Josep Miralles, a ordenar a los párrocos que predicaran en castellano. Primo de Rivera presionó a la Santa Sede para que los obligara a obedecer, llegando a amenazar con la creación de una Iglesia nacional si no lo hacía. Finalmente Roma cedió y entre mediados de 1928 e inicios de 1929 los prelados catalanes recibieron cinco decretos con indicaciones sobre el uso del catalán en la liturgia y sobre las reglas de conducta que debían seguir en los asuntos políticos –Primo de Rivera había acusado al clero catalán de favorecer el «separatismo»—.

## La crisis monetaria y financiera

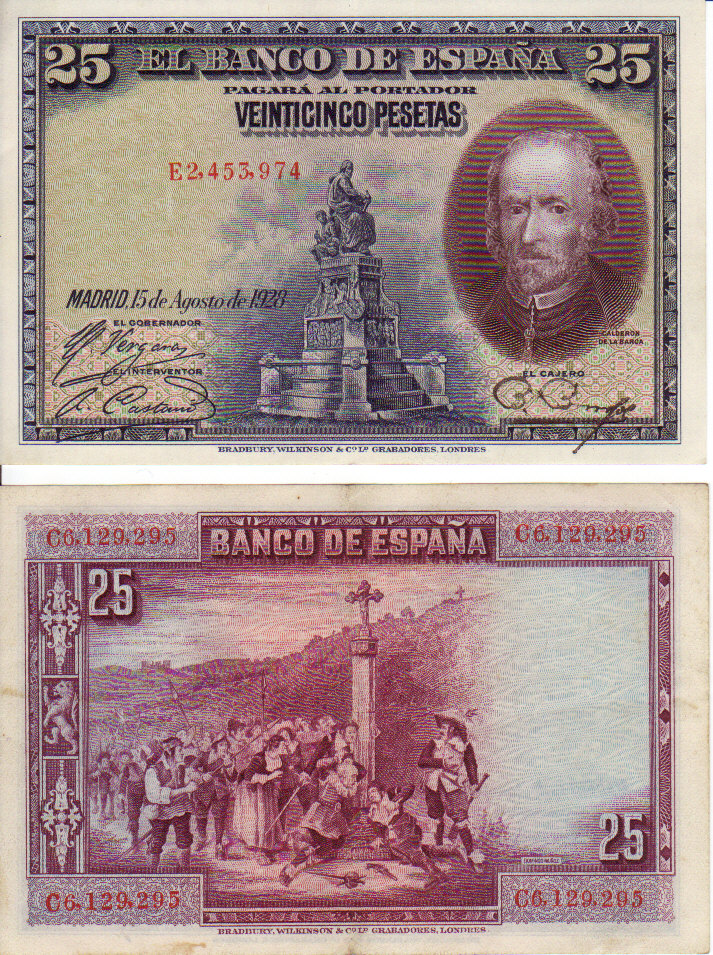
Anverso y reverso de un billete de 25 pesetas emitido por el Banco de España en 1928.

Uno de los puntos clave de la propaganda de la Dictadura había sido que había logrado restablecer el valor de la peseta —la «depreciación de la moneda» había sido una de las razones aducidas para justificar el golpe de Estado—. Cuando llegó al poder Primo de Rivera el cambio del dólar era de 7,50 pesetas y en los años siguientes la moneda española se revalorizó tanto respecto al dólar como a la libra esterlina. En 1927 el cambio del dólar era de 5,18 pesetas —y el de la libra esterlina de poco menos de 28 pesetas—. El problema era que la revalorización de la peseta era en gran medida artificial, ya que se debía fundamentalmente a los movimientos especulativos de capital extranjero atraídos por los altos tipos de interés y por las perspectivas alcistas de la moneda —que respondían a la disminución del déficit de la balanza comercial y, sobre todo, a la consolidación del régimen dictatorial con la victoria en la guerra del Rif y el paso del Directorio militar al Directorio civil en diciembre de 1925—.
La revalorización de la peseta, por otro lado, alertó a los sectores exportadores encabezados por los industriales catalanes que protestaron porque dificultaba las ventas al exterior. Francisco Cambó acusó al gobierno de estar fomentando la especulación sobre la moneda. Primo de Rivera y su ministro de Hacienda, José Calvo Sotelo, en cambio, vieron la subida de la peseta como «el símbolo de resurgir de la nación», y destacaron que se estaba acercando a su paridad con el oro fijada en 25,22 pesetas por libra esterlina. «¡Paridad con el oro para la peseta! ¡Viva España!», dijeron, lo que alimentó aún más la especulación sobre la moneda española.

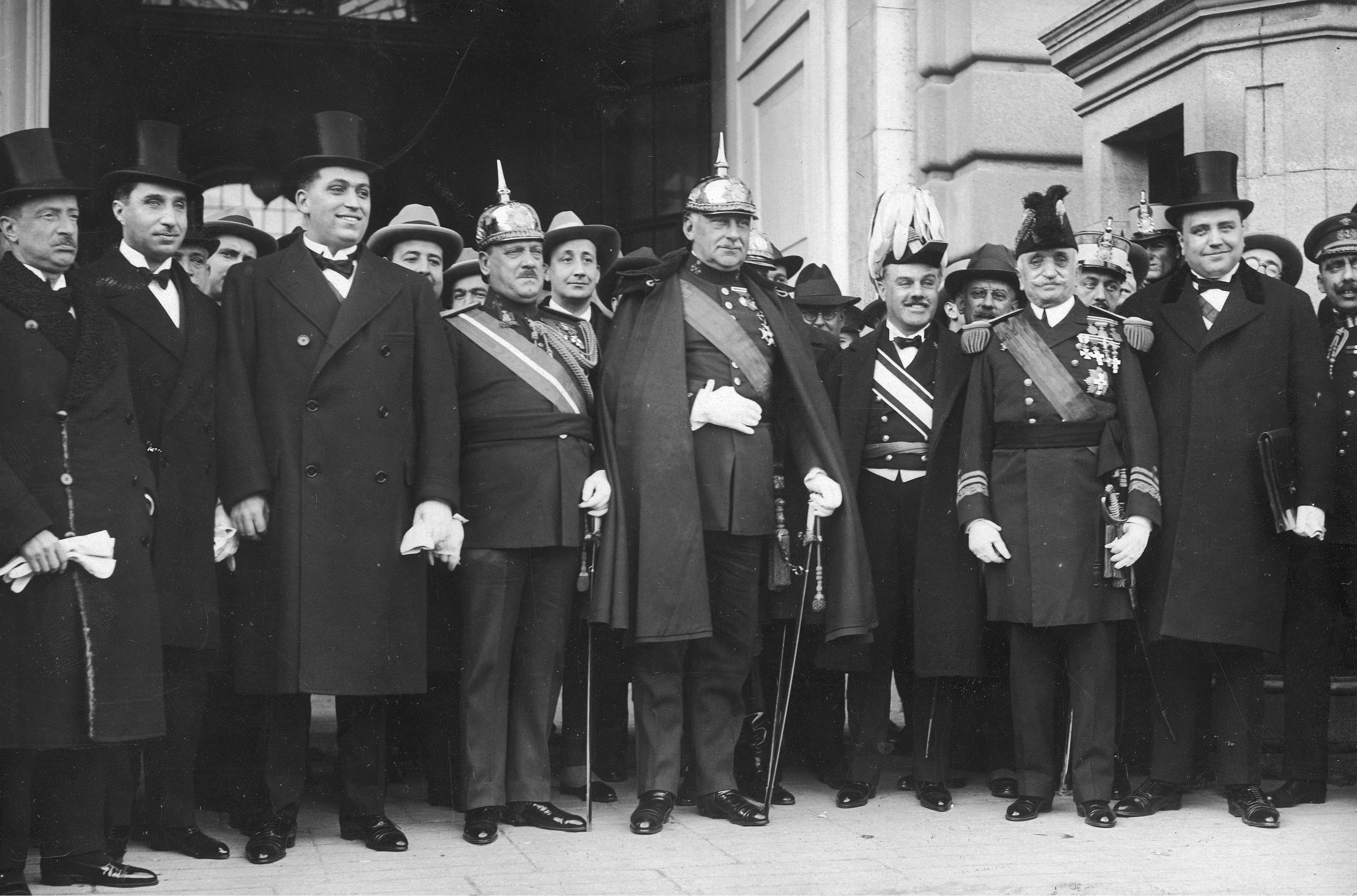
Los miembros del directorio civil de Primo de Rivera en diciembre de 1925. En primera fila, de izquierda a derecha, Eduardo Callejo (Instrucción Pública), José Yanguas (Estado), José Calvo Sotelo (Hacienda), Severiano Martínez Anido (Gobernación), Miguel Primo de Rivera (presidente), conde de Guadalhorce (Fomento), Honorio Cornejo (Marina) y Eduardo Aunós (Trabajo).

Pero en 1928 el movimiento especulativo cambió de signo —el capital extranjero empezó a abandonar el país— y se inició una depreciación progresiva de la peseta, alimentada por las dudas sobre la continuidad del régimen y por el elevado déficit presupuestario del Estado, que en 1928 superó los 1000 millones de pesetas —el programa de obras públicas, que había sido otro de los logros que había destacado la propaganda de la Dictadura, se estaba financiando con la emisión de deuda pública, ya que los ingresos del Estado no habían aumentado al no haberse implantado ningún tipo de reforma fiscal—. La respuesta del ministro de Hacienda José Calvo Sotelo fue crear en junio de 1928 un Comité de Intervención de los Cambios (CIC) dotado con un fondo de 500 millones de pesetas para que interviniera en el mercado de Londres y sostuviera la peseta, llevándola a la paridad con el oro —«para Calvo Sotelo, una peseta inestable o una peseta estable a una tasa devaluada… era "incompatible con el vigor de la patria"», señala Ben Ami—. Pero pronto se comprobó que la medida era insuficiente —Calvo Sotelo llegó a culpar a los «enemigos» del régimen de la pérdida de valor de la peseta—. La siguiente se acordó en diciembre de 1928 —la subida de medio punto de los tipos de interés— que no dio resultado, como tampoco lo dio el intento de restringir las importaciones para reducir el déficit de la balanza comercial.

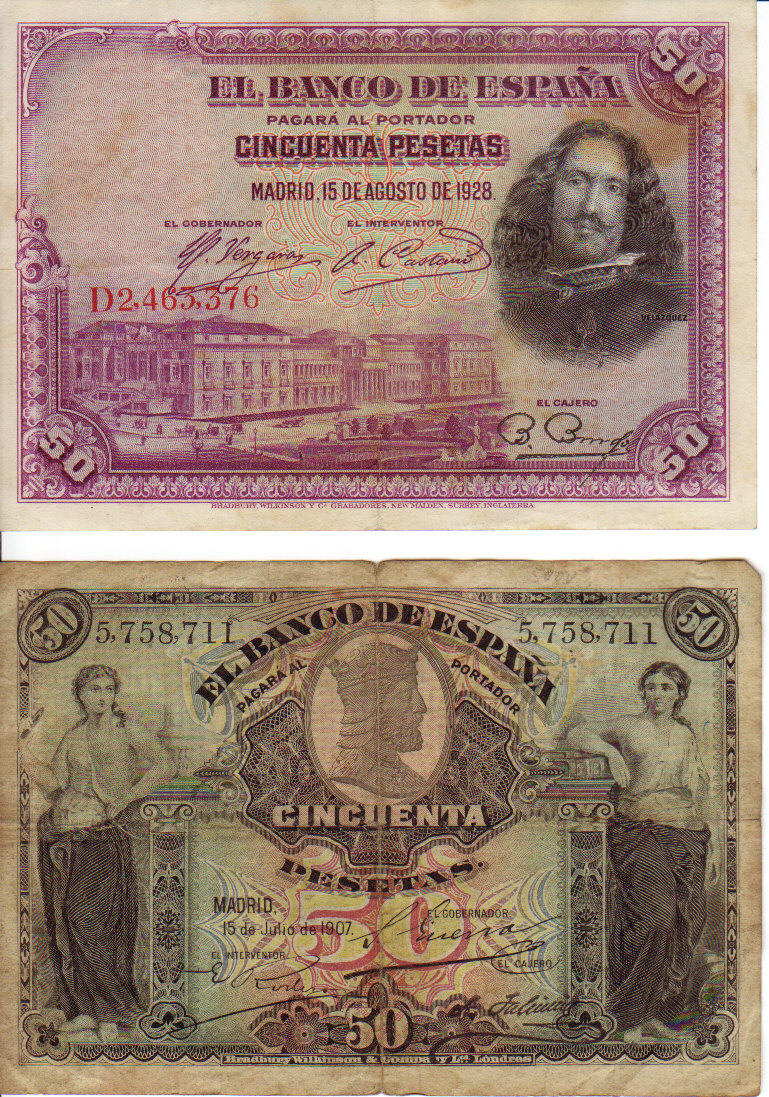
Anverso y reverso de un billete de 50 pesetas emitido por el Banco de España en 1928.

En octubre de 1929 se suspendió la política de intervención de cambios porque los 500 millones de pesetas del CIC ya se habían gastado y no habían servido para nada, ya que la peseta había continuado cayendo –una libra costaba entonces 35 pesetas—. Al mes siguiente se decidió atajar uno de los problemas de fondo, el elevado déficit presupuestario, y se puso fin al Presupuesto Extraordinario, el artificio contable que había ideado Calvo Sotelo para aumentar el gasto público sin que esto supusiera aparentemente un aumento del déficit, pero Calvo Sotelo se siguió negando a devaluar la peseta, porque lo consideraba una decisión «antipatriótica» —además implicaba reconocer la debilidad de la Dictadura—. Su alternativa fue emitir un nuevo empréstito por valor de 350 millones de pesetas que debería ser suscrito por la banca española, confiando, según Eduardo González Calleja, «en que el patriotismo del capitalismo español cubriese la emisión». Pero el empréstito fracasó estrepitosamente y Calvo Sotelo no tuvo más remedio que presentar su dimisión el 21 de enero de 1930, sólo una semana antes de la dimisión de Primo de Rivera. La paridad de la peseta había caído a 40 pesetas por libra, «una realidad difícil de digerir», comenta Ben Ami.
En cuanto a la influencia de la crisis monetaria y financiera en la caída de Primo de Rivera, el historiador Eduardo González Calleja afirma lo siguiente:

La retirada de la confianza de las fuerzas económicas tuvo también su influencia en la caída de Primo, que había reconocido a fines de año [1929] la bancarrota de su política monetaria. Dada la obsesión primorriverista en identificar la situación del cambio exterior con la solidez del régimen, las devaluaciones contribuyeron decisivamente al descrédito de la Dictadura.

Según Shlomo Ben Ami,

A medida que se hacían evidentes los fracasos financieros del régimen, se acentuó la pérdida de confianza de la gente adinerada en su futuro político. Era un círculo vicioso, como explicó en un manifiesto público la asociación económica Sociedad de Amigos del País, de Barcelona. La falta de perspectiva política del régimen, afirmaba, no podía inspirar confianza en el mercado monetario. Pero la confianza entre los capitalistas españoles, "alarmados" y "presos de pánico", solo podía restaurarse mediante una estabilización política que no se veían venir. […] La fluctuaciones del tipo de cambio de la peseta se convirtieron en la pesadilla de los empresarios… El Consejo Superior de las Cámaras de Comercio, Industria y Navegación protestó en términos muy airados: "Hay una profunda alarma producida por el hecho de que [las] oscilaciones [de la peseta] con tendencia progresiva no sea ya diaria, sino acusada por horas. La gravedad del caso y los daños que el mismo determina justifican la nerviosidad de la gran masa de productores y comerciantes, y, sobre todo, del comercio obligado a conllevar las variaciones del valor internacional de la peseta, las cuales ni para comprar ni para vender al extranjero permiten adoptar una posición firme, o que, por lo menos, prometa no destruir la perspectiva divisada al plantear cualquier negocio".

## El crecimiento de la oposición
Francisco Alía Miranda sitúa el crecimiento de la oposición a la dictadura en el interior del país a partir de 1926 cuando toma el relevo de la oposición exterior organizada desde París, ya que entre 1923 y 1925 «todas las fuerzas políticas contrarias permanecieron en la sombra, esperando una buena ocasión para resucitar», «dada la enorme popularidad de la dictadura» durante esos tres años. Desde la constitución del Directorio civil en diciembre de 1925 quedó claro que la dictadura pretendía perpetuarse en el poder abandonando su promesa inicial de tener un «carácter provisional».

### Los monárquicos

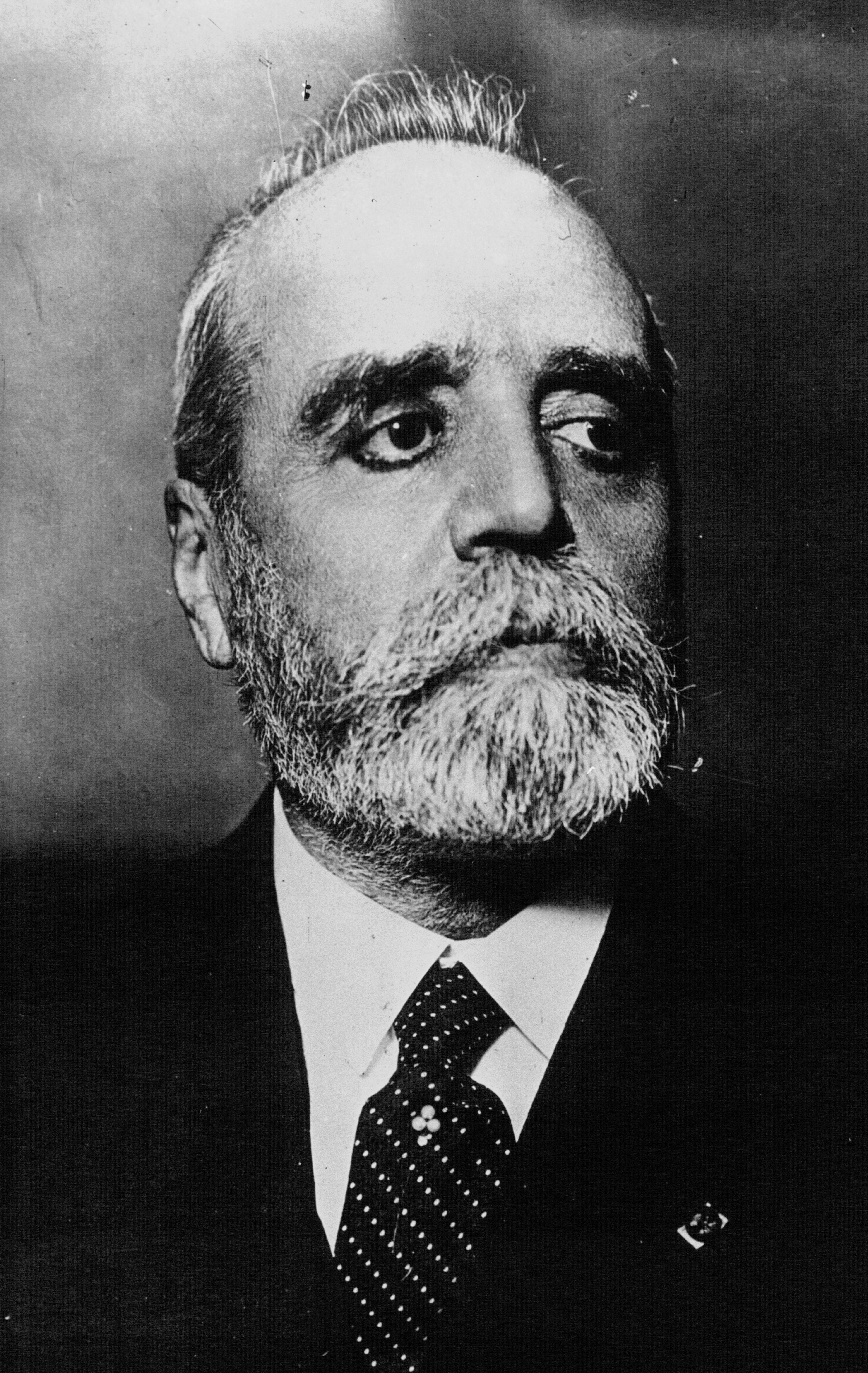
José Sánchez Guerra en 1932.

Los partidos del turno, el Partido Conservador (España) y el Partido Liberal, prácticamente desaparecieron como consecuencia de su desalojo del poder, del cierre de las Cortes y de la política de «descuaje del caciquismo». «Sus clientelas se dispersaron en pocos días». Buena parte de sus notables, que al principio de la Dictadura se habían mantenido a la expectativa, rompieron con el rey cuando comprobaron que Alfonso XIII la apoyaba firmemente sin importarle violar la Constitución de 1876. Entre éstos destacó el conservador José Sánchez Guerra, convertido en el símbolo del legalismo constitucional —se negó a ser «monárquico de la Monarquía absoluta»—. En cambio otros políticos decidieron colaborar con la Dictadura, como el conservador Juan de la Cierva o como los mauristas (José Calvo Sotelo, José Antonio Gamazo, César de la Mora o César Silió), aunque Antonio Maura rompió con Primo de Rivera en 1924. Otros, como el conservador Gabino Bugallal, adoptaron una actitud pasiva confiando en que fuera el propio rey el que acabara con la dictadura y restableciera la vigencia de la Constitución.
Los antiguos miembros de los partidos del turno más críticos con Alfonso XIII como Sánchez Guerra o Manuel de Burgos y Mazo, del partido conservador, o Santiago Alba, del liberal, se unieron al Bloque Constitucional fundado por el reformista Melquiades Álvarez, que defendía la abdicación del rey y la convocatoria de Cortes Constituyentes. Otros irían aún más lejos y se pasarían abiertamente al campo republicano, como Niceto Alcalá-Zamora y Miguel Maura Gamazo, que fundarían la Derecha Liberal Republicana.
Poco después de que Primo de Rivera anunciara el 5 de septiembre de 1926 su firme propósito de institucionalizar su régimen —«¿Para qué vamos a resucitar ese artificio o artilugio que se llama Parlamento?», declaró el dictador—, Sánchez Guerra envió una carta al rey en la que le decía que la convocatoria de la proyectada Asamblea Nacional Consultiva supondría «la ruptura definitiva y el apartamiento inmediato del Monarca, cuando no de la Monarquía, de todos los hombres monárquicos constitucionales de España», idea que le reiteró cuando se entrevistó con él el 22 de septiembre en San Sebastián —la Asamblea suponía «la derogación definitiva y total del régimen parlamentario y de la Constitución», le volvió a decir—. Para Sánchez Guerra, la convocatoria de la Asamblea era «un acto ilegítimo y faccioso» y prometió que si este hecho finalmente se producía él se autoexiliaría de España, promesa que cumplió al año siguiente, 12 de septiembre de 1927, el mismo día en que Alfonso XIII, tras resistirse durante más de un año, firmó el decreto de convocatoria. En el manifiesto que hizo público Sánchez Guerra, en el que recogía la carta que había enviado al rey un año antes, proponía la convocatoria de un Parlamento mediante el cual «la nación soberana disponga libremente de sus destinos y establezca las normas dentro de las que habrá de moverse y desenvolver su acción los gobernantes futuros». Diversos miembros destacados de la «vieja política» se adhirieron al manifiesto como Miguel Villanueva, el conde de Romanones, Francisco Bergamín, Manuel de Burgos y Mazo, Niceto Alcalá-Zamora o Joaquín Chapaprieta. También se sumaron el reformista Melquiades Álvarez y algunos miembros de la Alianza Republicana como Alejandro Lerroux, e incluso el anarquista Ángel Pestaña. Un diplomático francés comunicó a su gobierno al mes siguiente, octubre de 1927: «el sentimiento de hostilidad contra el rey se amplifica de una forma increíble». Por esas fechas se publicaran dos biografías de Fernando VII, «claro subterfugio para criticar al rey y eludir la censura», según Miguel Martorell Linares. Una se titulaba El rey felón y los seis años inicuos; la otra Los seis años malditos.
Quince meses después del manifiesto en el que proponía la convocatoria de Cortes Constituyentes sin darles ese nombre, Sánchez Guerra encabezó el intento de golpe de Estado de enero de 1929. Si el coste militar de este fallido golpe Estado fue alto, «por la división del Ejército y el afianzamiento de la corriente prorrepublicana en el mismo, sobre todo por parte de los artilleros, el coste político no era menos despreciable. La mayor parte de los líderes políticos procedentes de la Restauración implicados se alejaron definitivamente de Alfonso XIII y muchos de la monarquía, declarándose no solo antialfonsinos, sino abiertamente republicanos». Por eso, desde entonces «las cosas ya no volvieron a ser iguales para la dictadura».

### Los republicanos

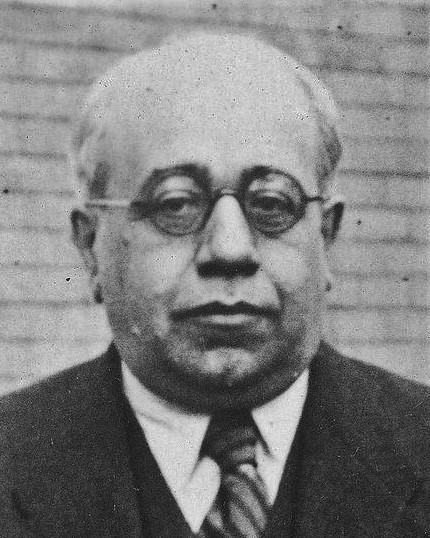
Manuel Azaña en 1932 cuando era presidente del gobierno durante la Segunda República Española.

Los republicanos se vieron reforzados por la aparición de un nuevo partido Acción Republicana. Su promotor era Manuel Azaña, antiguo miembro del Partido Reformista de Melquiades Álvarez. Azaña, como la mayoría de las personalidades que abandonaron el partido tras el golpe de Estado de Primo de Rivera, había dado por liquidado el proyecto reformista de alcanzar la democracia en el seno de la Monarquía, y apostaba ya por la República, tal como lo expuso en el manifiesto Apelación a la República que hizo público en mayo de 1924. Para alcanzarla proponía crear «una nueva conjunción republicano-socialista capaz de oponer al bloque avasallador de las fuerzas oscurantistas coligadas, la resistencia primero, la contraofensiva después de la voluntad liberal latente so la mentida resignación del país».
Azaña criticó a los viejos republicanos como Alejandro Lerroux o Vicente Blasco Ibáñez y propuso un nuevo republicanismo. Esta iniciativa se concretó en mayo de 1925 con el nacimiento del llamado "Grupo de Acción Republicana", que estaba integrado por intelectuales, algunos de ellos procedentes como Azaña del Partido Reformista, como Ramón Pérez de Ayala o José Giral, y otros no como Luis Jiménez de Asúa, Luis Araquistain, Honorato de Castro o Martí y Jara.
La unión entre el nuevo y el viejo republicanismo se alcanzó el 11 de febrero de 1926 con la fundación de la Alianza Republicana, el mismo día en que se celebraba el aniversario de la Primera República Española. Formaban parte de la Alianza los viejos Partido Republicano Radical de Alejandro Lerroux y Partido Republicano Democrático Federal, junto con las nuevas formaciones de Acción Republicana de Azaña y el Partit Republicà Català, fundado por Marcelino Domingo y Lluís Companys.
En el manifiesto que hizo público la Alianza Republicana el mismo día que se creó se pedía la convocatoria de «unas Cortes Constituyentes elegidas mediante sufragio universal, en las cuales lucharemos por la proclamación del régimen republicano». El manifiesto recibió un amplio respaldo de los centros republicanos, unos 450, que decían agrupar a cerca de 100 000 personas. Todos los partidos firmantes se comprometieron a permanecer unidos hasta conseguir la caída de la Dictadura. La Junta Provisional de la Alianza quedó constituida por Manuel Hilario Ayuso Iglesias, Roberto Castrovido, Marcelino Domingo, Alejandro Lerroux y Manuel Azaña.

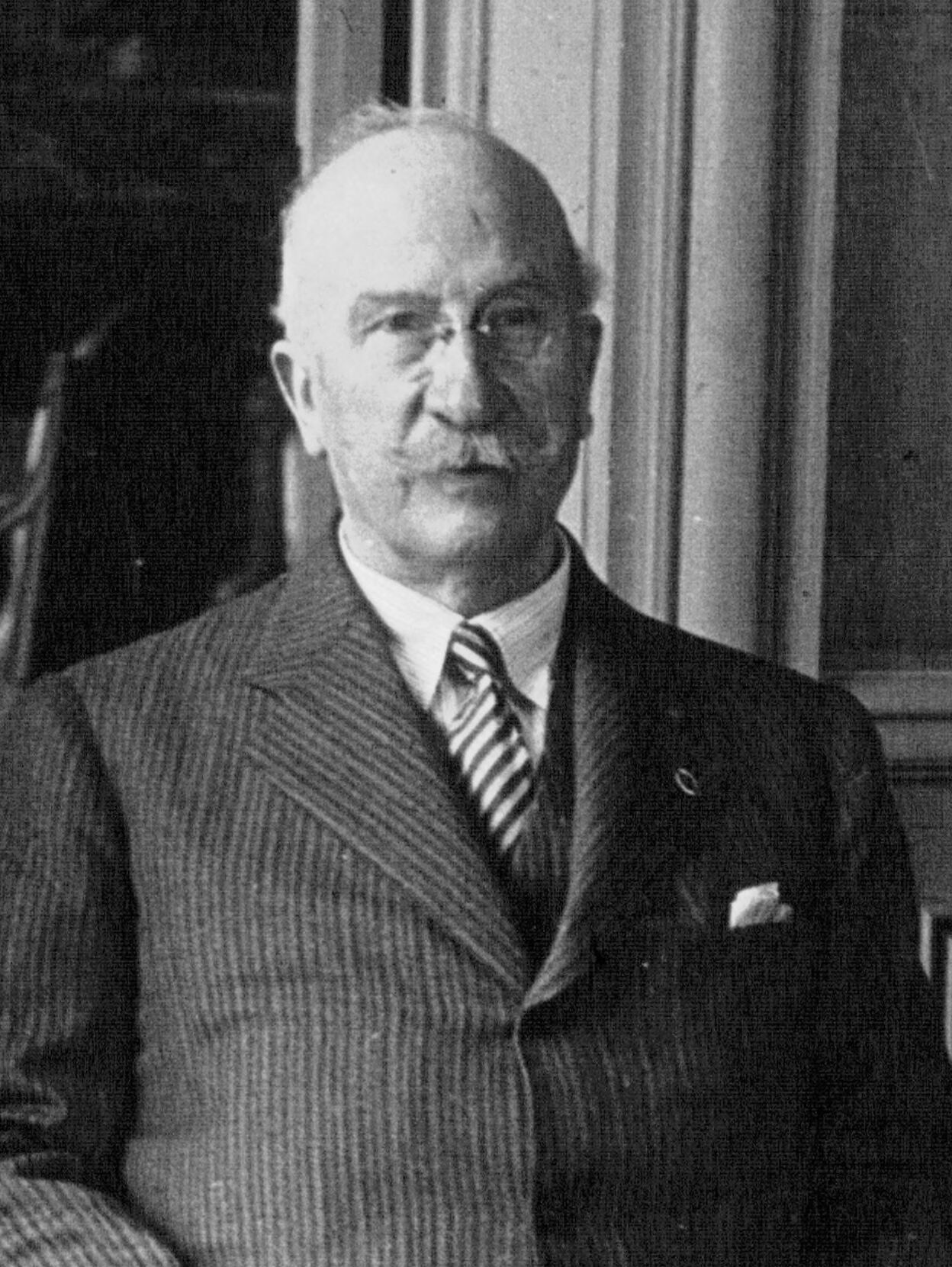
Alejandro Lerroux.

El mismo año de la fundación de la Alianza Republicana circuló una carta de Alejandro Lerroux en la que explicaba las razones de la «decepción dolorosa» que había resultado la dictadura:

La dictadura militar, que pudo y debió ser salvadora, resolutiva de tantos y difíciles problemas nacionales, no ha resultado sino una decepción dolorosa, que ha venido a consumir estérilmente la energía moral colectiva en que consiste la esperanza de un pueblo mesiánico en un redentor providencial. [...] Pronto al echar a andar la dictadura mostró su incompetencia, consumiendo su prestigio de que se vio rodeada y no habiendo querido someter al Rey, vive hoy sometida al Rey. No ha logrado la independencia de Palacio. A la hora presente, aún despopularizado enteramente el Directorio, su peor enemigo es el Rey, que conspira constantemente contra Primo de Rivera.

Según la historiadora Ángeles Barrio Alonso, «la importancia de la Alianza estribaba en que representaba una renovación del republicanismo capaz de lograr, como se demostró a raíz de la proclamación de la Segunda República Española, lo que hasta entonces no le había sido posible: atraer al proyecto político de la República a unas bases sociales principalmente urbanas, de clases medias y medias bajas, así como a amplios sectores de los trabajadores».
La Alianza participó en el fracasado golpe de Estado de junio de 1926, conocido como la Sanjuanada. En abril el Comité de Alianza Republicana se reunió en un domicilio particular de Madrid con el general Francisco Aguilera para darle su apoyo. También secundó activamente el intento de golpe de Estado de enero de 1929 encabezado por José Sánchez Guerra. En los meses siguientes abandonaron la Alianza los republicanos federales y el Partido Radical de Lerroux sufrió una escisión por su izquierda encabezada por Álvaro de Albornoz, al que se unió Marcelino Domingo, que dio nacimiento al Partido Republicano Radical-Socialista, de ideología obrerista, anticlerical y laicista. Sin embargo, estas defecciones no debilitaron a la Alianza que en julio de 1929 decía contar con unos 200 000 afiliados.
Según Shlomo Ben Ami, el crecimiento del republicanismo estuvo íntimamente relacionado con el descontento de las clases medias con la Dictadura. El republicanismo «empezó a abarcar y dar expresión a la pequeña burguesía urbana, a los pequeños empresarios amenazados con la quiebra de sus negocios por la carga fiscal y por el favoritismo del régimen hacia los monopolios, a los comerciantes que habían tenido que reducir el ámbito de sus negocios debido a la política de altos aranceles de la dictadura. Es revelador que en los programas de la mayoría de los partidos republicanos se hablara del libre comercio y la defensa de la pequeña empresa, frente al expansionismo y el proteccionismo de las grandes compañías. Esos partidos atraían también a las clases profesionales, sobre todo en provincias, donde el maestro, el médico, el ingeniero y el abogado encontraban cada vez más difícil ganarse decorosamente la vida, debido al constante aumento de precios y, a partir de 1929, a la escasez de nuevas oportunidades de empleo. "Ir al monte de piedad" ya se había vuelto costumbre para las amas de casa de clase media deseosas de mantener las apariencias de un nivel de vida "decoroso"».

### Los nacionalistas catalanes, vascos y gallegos

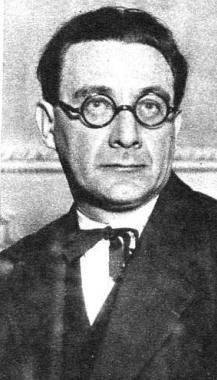
Lluís Nicolau d'Olwer, líder de Acció Catalana.

Las dos organizaciones nacionalistas catalanas que desplegaron mayor actividad en su oposición a la Dictadura fueron Acció Catalana y, sobre todo, Estat Catalá. Respecto de la primera, como ha señalado Montserrat Baras, durante este periodo «únicamente se puede hablar de acciones aisladas de individuos o de núcleos de notables y el mantenimiento de conexiones basadas principalmente en relaciones personales» debido a que Acció Catalana no era un propiamente un partido político, sino un aplec de patriotes ['reunión de patriotas'], lo que explica también que sus dirigentes actuaran de diferentes formas. Mientras su presidente Jaume Bofill i Mates se exilió voluntariamente en París, Lluís Nicolau d'Olwer llevó el «caso catalán» a la Sociedad de Naciones y Antoni Rovira i Virgili, líder del sector más republicano y más socialmente avanzado, fundó en 1927 un periódico propio, La Nau, del que surgiría poco después de la caída de Primo de Rivera un nuevo partido llamado Acció Republicana de Catalunya.
En cuanto a Estat Català, liderado por Francesc Macià, apostó decididamente por la vía insurreccional creando los escamots y recaudando fondos para la compra de armas. En enero de 1925 Macià fundó en París el Pacto de la Libre Alianza, a la que se sumaron la CNT y los nacionalistas vascos y gallegos, por el que se creaba un Comité General Revolucionario, o Comité de Acción, que sería el que dirigiría el levantamiento simultáneo en Cataluña y en el País Vasco.
En junio de 1925 grupos clandestinos de Estat Catalá y de Acció Catalana organizaron el llamado complot de Garraf, un atentado fallido contra los reyes de España en los túneles de ferrocarril de las costas de Garraf por donde tenía que pasar el tren que los llevaba a Barcelona.

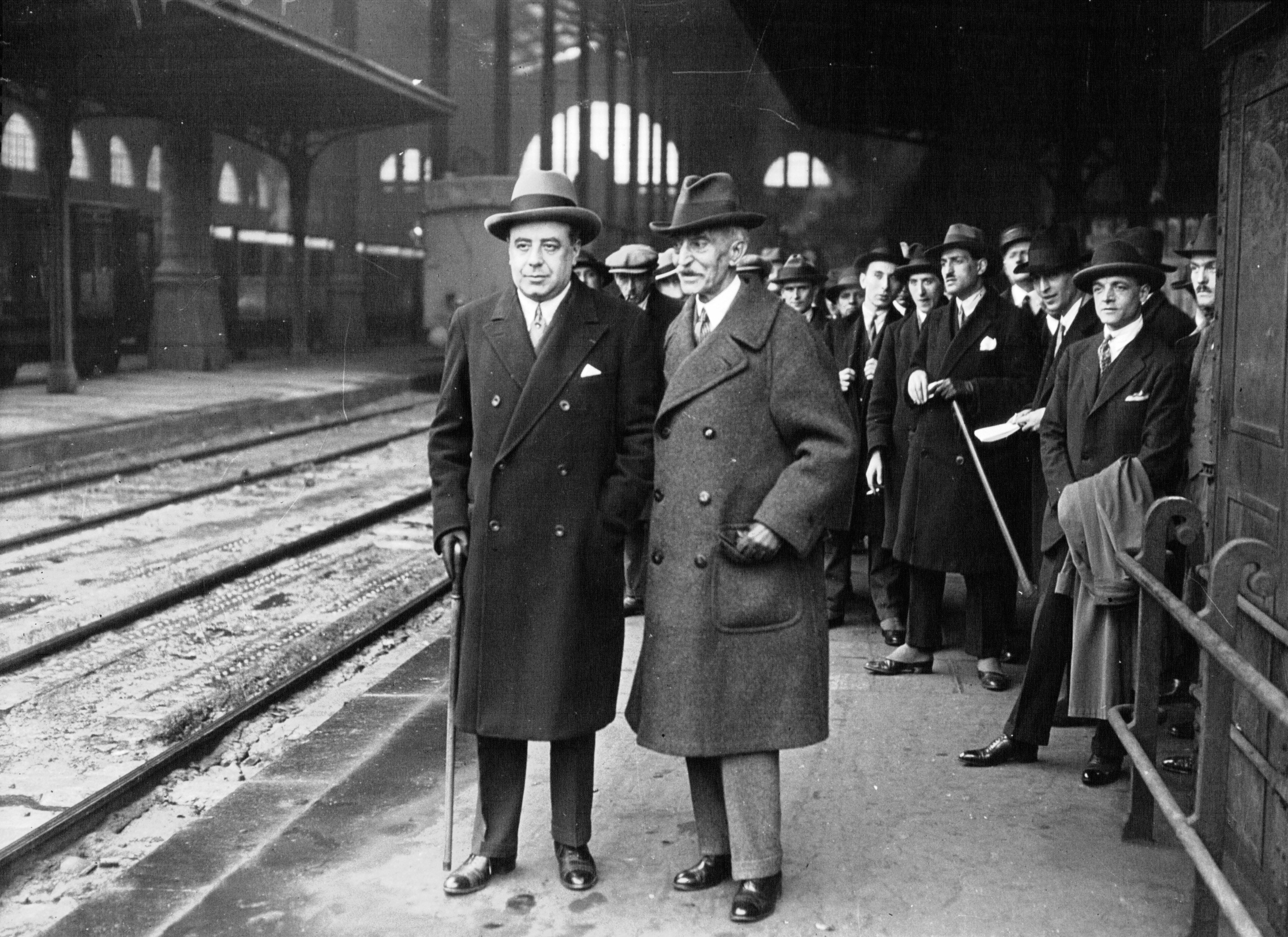
Francesc Macià (derecha) con su abogado (izquierda) a punto de abandonar París tras el juicio por el fracasado complot de Prats de Molló.

Tras el fracaso del golpe de Estado de la Sanjuanada de junio de 1926, Macià puso en marcha el plan previsto de invasión de Cataluña por un pequeño ejército integrado por escamots que tras cruzar la frontera por Prats de Molló, tomaría Olot y después caería sobre Barcelona, donde simultáneamente se declararía la huelga general, y con la colaboración de una parte de la guarnición se proclamaría la República catalana.
Pero el llamado complot de Prats de Molló fue un desastre porque uno de los que participaban, el italiano Riciotti Garibaldi, era un agente doble de Mussolini, quien alertó a Primo de Rivera. Así que la policía francesa, que también estaba sobre aviso, no tuvo muchas dificultades para detener cerca de la frontera española, entre los días 2 y 4 de noviembre, a la mayoría de los hombres comprometidos en la invasión (115). Macià también fue detenido y conducido junto con otros diecisiete de los implicados a París para ser juzgado. El juicio se celebró en enero de 1927 siendo condenados a penas muy leves de cárcel, y desterrados a Bélgica.
El complot y el juicio tuvieron un amplio eco internacional lo que dio «origen al persistente mito de l'Avi [Macià], precisamente en el momento de más baja popularidad de la Dictadura y sus cómplices en Cataluña». Macià desarrolló a partir de entonces una febril actividad propagandística de la «causa catalana», especialmente por América Latina, que culminó en Cuba, donde en octubre de 1928 convocó una autodenominada Asamblea Constituyente del Separatismo Catalán, de la que surgiría el Partit Separatista Revolucionari Català y donde se aprobó la Constitución Provisional de la República Catalana.

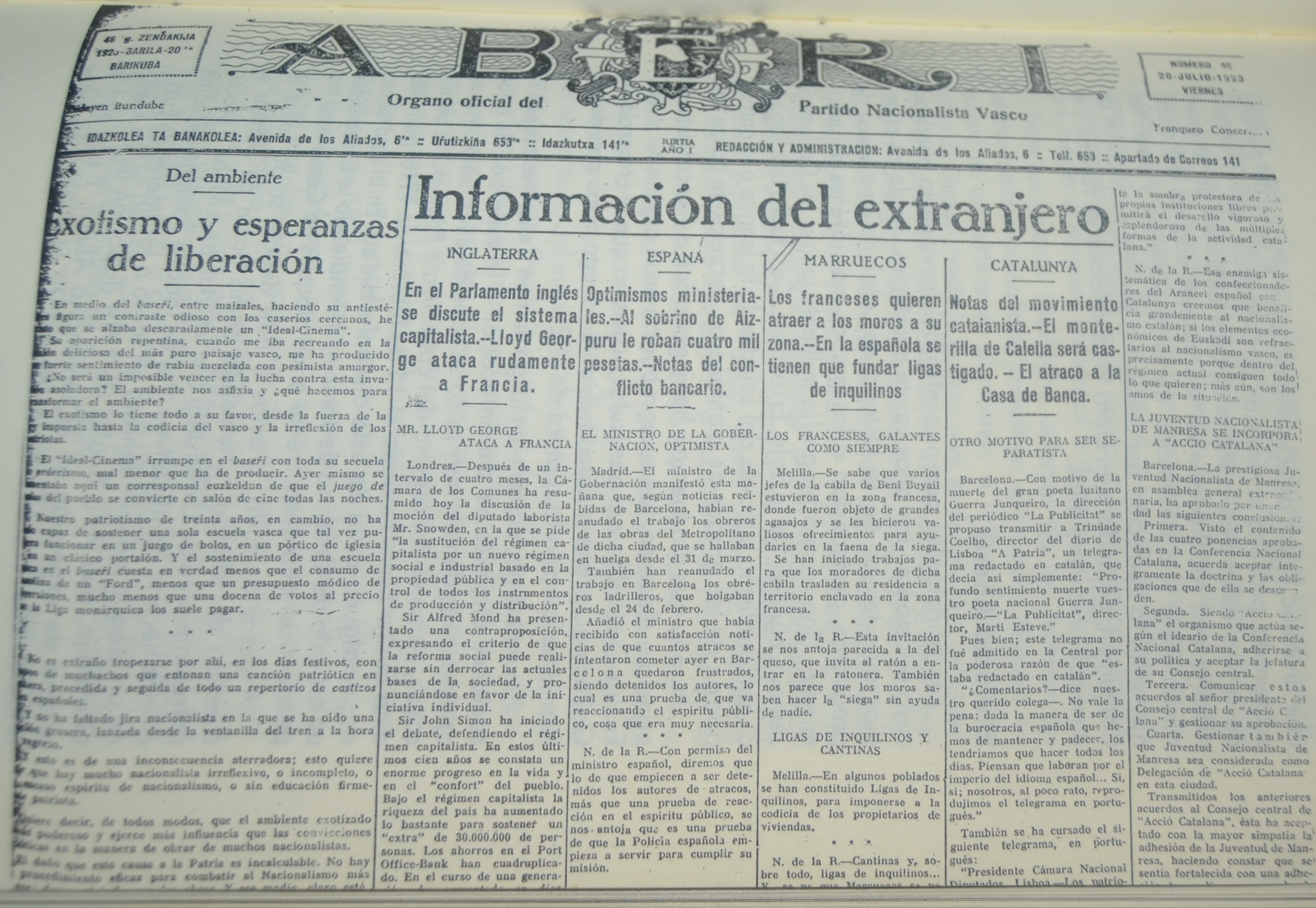
Portada del 20 de julio de 1923 del diario Aberri, órgano oficial del Partido Nacionalista Vasco.

En cuanto a los nacionalistas vascos, el sector más radical aberriano que entonces controlaba el Partido Nacionalista Vasco (PNV) y que fue el más duramente perseguido por la Dictadura —mientras los moderados de la Comunión Nacionalista Vasca eran relativamente tolerados—, optó como Estat Català por la vía insurreccional. En noviembre de 1924 doce aberrianos se reunieron en Ordizia con el activista irlandés Ambrosse Martin, pero todo fueron detenidos, lo mismo que le sucedió al líder de los aberrianos Elías Gallastegui cuando el 3 de mayo de 1925 encabezó un acto de afirmación nacionalista, aunque finalmente consiguió huir al País Vasco francés, donde a finales de año fundó un Comité Pro-Independencia Vasca, que publicó el periódico Lenago Il ('Primero morir'), autotitulado Órgano oficial del Ejército de Voluntarios Vascos. Al igual que los nacionalistas catalanes los aberrianos también presentaron el «caso vasco» ante los organismos internacionales y participaron en el Pacto de la Libre Alianza promovido por Macià. Se llegó a planificar una operación que consistía en el desembarco en Bilbao de 300 combatientes armados que llevarían a cabo un levantamiento como el de Dublín de 1916. Por otro lado, los gudaris vascos no participaron en el complot de Prats de Molló. Gallastegui, como Macià, realizó un viaje por América Latina y Estados Unidos recorriendo los centros vascos. En México fundó la revista Patria Vasca, en Argentina lanzó el periódico Nación Vasca y en Nueva York volvió a editar Aberri.
El nacionalismo gallego conservador encabezado por Vicente Risco y Antonio Losada había acogido la llegada de la Dictadura con ciertas esperanzas, pero cuando se les presionó para que se integraran en el partido único de la Dictadura, la Unión Patriótica, tanto Risco como Losada se pasaron a las filas de la oposición. Sin embargo, las Irmandades da Fala sólo comenzaron a actuar a partir del año 1928. Al año siguiente la Irmandade da Fala de A Coruña encabezada por Antonio Villar Ponte se unió a los republicanos de Santiago Casares Quiroga, lo que daría nacimiento después de la caída de la Dictadura a la ORGA.

### Los socialistas (y los comunistas)

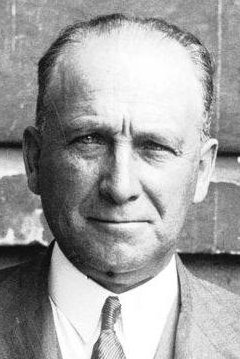
Francisco Largo Caballero (1927).

La colaboración con la Dictadura fracturó al socialismo español entre los partidarios de la misma —encabezados por Francisco Largo Caballero, Julián Besteiro y Manuel Llaneza— y los opuestos a ella —encabezados por Indalecio Prieto y Teodomiro Menéndez—. Cuando el 25 de octubre de 1925 Francisco Largo Caballero tomó posesión de una vocalía del Consejo de Estado, como miembro del Consejo de Trabajo que había absorbido al Instituto de Reformas Sociales, se ahondó la fractura pues ese mismo día Indalecio Prieto dimitió de su cargo en la Comisión Ejecutiva del PSOE en señal de protesta.

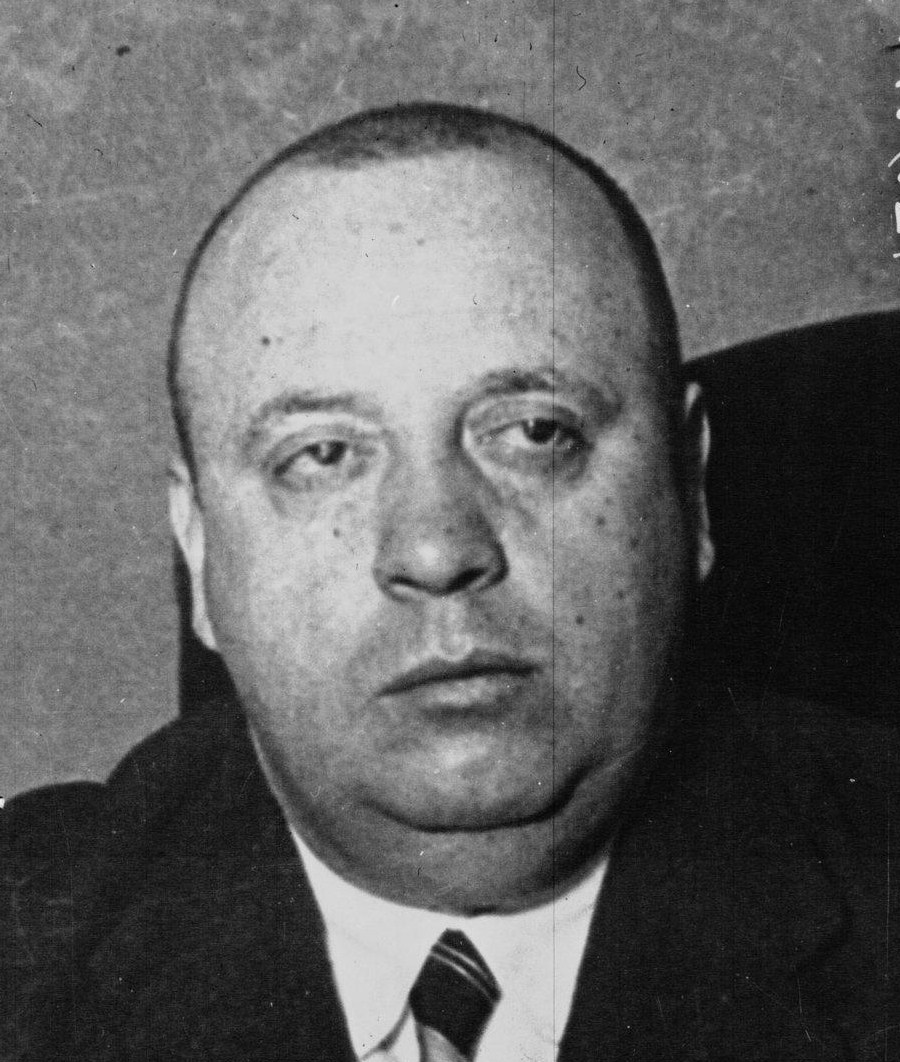
Indalecio Prieto en 1936.

Tras incorporarse UGT a la Organización Corporativa Nacional creada en noviembre de 1926, el debate interno se volvió a abrir con motivo de la invitación que les hizo Primo de Rivera a los socialistas para que participaran en la Asamblea Nacional Consultiva que iba a debatir un nuevo proyecto de Constitución. Ahora se trataba de una colaboración claramente política, y el sector contrario a la participación encabezado por Indalecio Prieto logró imponerse en los Congresos Extraordinarios del PSOE y UGT del 7-8 de octubre de 1927, por lo que los socialistas anunciaron que no acudirían a la Asamblea Nacional Consultiva, lo que causó una profunda decepción a Primo de Rivera y constituyó un paso fundamental en el alejamiento de los socialistas de la Dictadura.
La ruptura definitiva con la Dictadura se produjo en 1929 con motivo del anteproyecto de nueva Constitución corporativa y autoritaria presentado por la Asamblea Nacional Consultiva el 6 de julio. Tanto el PSOE como la UGT lo rechazaron y reclamaron una Constitución auténticamente democrática, que sólo creían posible con el advenimiento de la República. En un último intento de integrar a los socialistas en su proyecto Primo de Rivera les ofreció cinco puestos en la Asamblea designados por ellos mismos, pero los socialistas los rechazaron en un manifiesto titulado A la opinión pública hecho público el 13 de agosto. Largo Caballero, que se había distanciado de Julián Besteiro —quien seguía defendiendo la colaboración—, proclamó la voluntad de «realizar nuestros fines a un Estado republicano de libertad y democracia, donde podamos alcanzar la plenitud de poder político que corresponde a nuestro creciente poder social». Tras la caída de la Dictadura el PSOE y la UGT se sumaron al Pacto de San Sebastián del que surgió el «comité revolucionario» que tras la proclamación de la Segunda República Española en abril de 1931 se convirtió en el Gobierno Provisional de la Segunda República Española, que contó con tres ministros socialistas.
Por su parte el Partido Comunista de España, a diferencia del PSOE, se posicionó desde el primer momento en contra de la Dictadura, aunque debido a su escasa fuerza con la detención de alguno de sus líderes fue suficiente para desactivarlo en el interior del país. En exterior su actividad se centró en París, donde realizaron actos de protesta con motivo de la visita de Primo de Rivera a la capital francesa el 14 de julio de 1926. Junto con los comunistas franceses hicieron públicos dos manifiestos titulados Contra el fascismo y Por la libertad.

### Los anarcosindicalistas
La implacable represión a la que sometió la Dictadura a la CNT —fue ilegalizada en mayo de 1924— suscitó un debate interno entre los sindicalistas como Joan Peiró o Ángel Pestaña, que abogaban por buscar fórmulas que permitieran a la CNT actuar en la legalidad, y los anarquistas «puros» como Diego Abad de Santillán y Emilio López Arango, que acusaban a Peiró y a Pestaña de «reformistas» y que defendían la «acción directa» y el espontaneísmo revolucionario de las masas. Estos últimos encontraron un amplio respaldo entre los cenetistas exiliados en Francia, que en febrero de 1924 constituyeron en París un Comité de Relaciones Anarquistas que proponía el asalto al Estado por medio de un «Ejército revolucionario», por lo que fueron motejados por los sindicalistas con el sobrenombre burlón de «anarcobolcheviques».

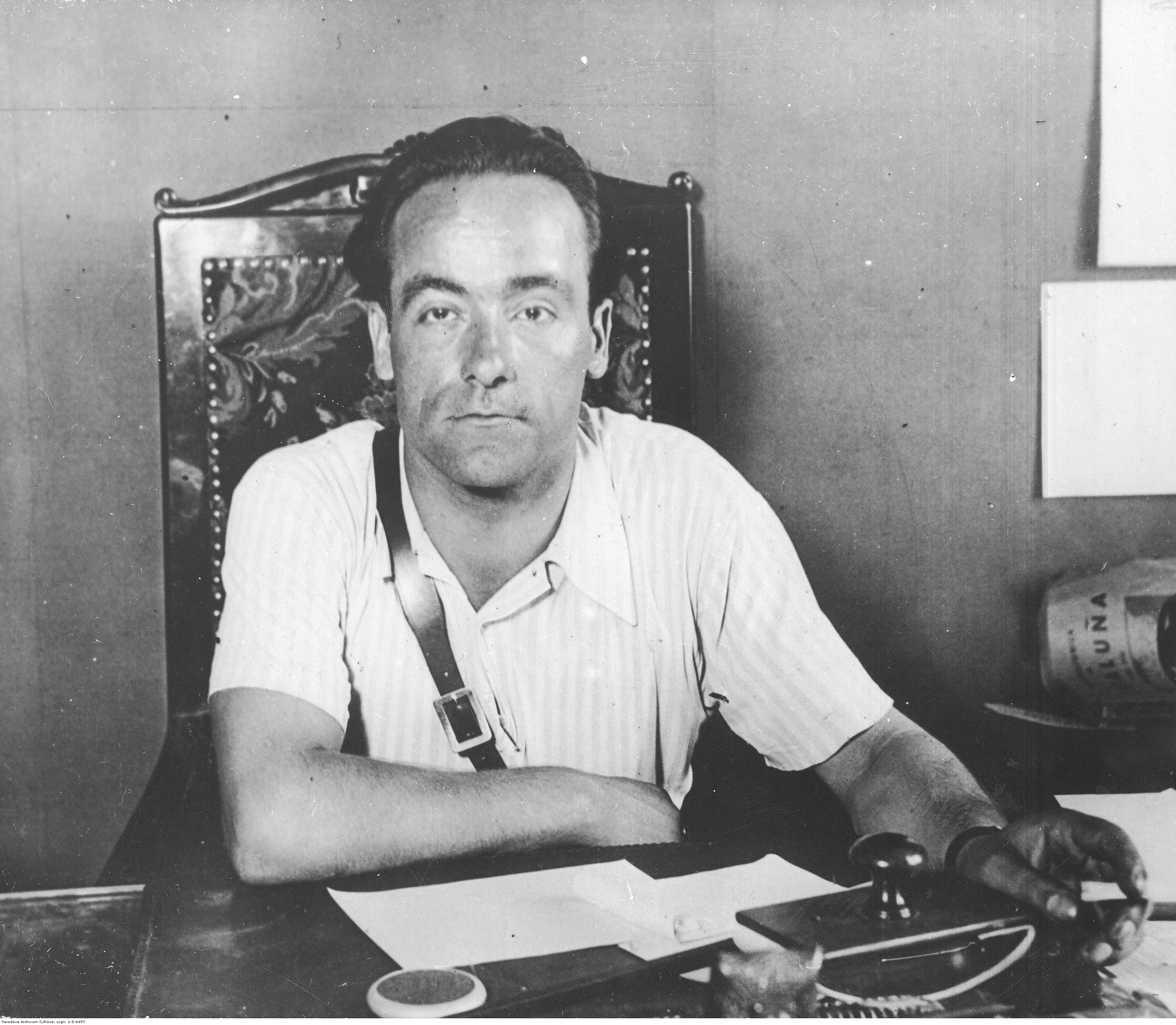
El anarquista Juan García Oliver en 1936 cuando fue ministro de Justicia del gobierno de la Segunda República en los inicios de la guerra civil. Durante la Dictadura de Primo de Rivera defendió la «acción directa» para derribarla.

La primera «acción directa» fue un intento de invasión de España desde Francia por Vera de Bidasoa (Navarra) y por la frontera catalana, que tuvo lugar a principios de noviembre de 1924, y que fue acompañado del intento de asalto del Cuartel de las Atarazanas y de la Maestranza de Artillería de Barcelona. Las dos operaciones resultaron un completo fracaso, porque al parecer la policía española estaba informada de ellas. El 7 de noviembre hubo un enfrentamiento armado en Vera de Bidasoa en el que murieron dos guardias civiles, un carabinero y tres insurrectos, y tres más resultaron heridos. Fueron detenidos catorce revolucionarios, y el resto logró huir a Hendaya, donde la Gendarmerie arrestó a veinte españoles y a un francés. En cuanto al grupo que debía invadir España por Cataluña, dirigido por Francisco Ascaso y Juan García Oliver, fue interceptado por la Gendarmerie, que había sido alertada por la policía española. Cuando intentaban cruzar la frontera fueron detenidos 22 insurrectos, mientras que el resto conseguía escapar. Los dirigentes anarquistas que lograron huir abandonaron Francia y buscaron refugio en Bélgica o en América Latina. Esta última fue el destino de Francisco Ascaso y Buenaventura Durruti, «Los Errantes», donde desarrollaron «una amplia labor de propaganda anarquista plagada de acciones violentas rayanas en el delito común».
El fracaso de la intentona de Vera de Bidasoa abrió el debate sobre la participación de la CNT en conspiraciones de tipo político para derribar la Dictadura, lo que ahondó las diferencias entre los sindicalistas y los anarquistas «puros». En la primera discusión que tuvo lugar en el Congreso Nacional celebrado clandestinamente en Barcelona en abril de 1925 ganaron los primeros al ser aprobada la propuesta de la colaboración «con cuantas fuerzas tiendan a la destrucción del régimen actual por medios violentos», aunque con la salvedad de que «estos pactos no supongan que se contraen compromisos de ningún género para limitar el alcance y desarrollo de la revolución que, en todo momento, deberemos propulsar hasta sus extremos radical y positivo». Fruto de este acuerdo fue la entrada de la CNT en la Libre Alianza creada por el líder catalanista Francesc Macià y que organizaría el frustrado complot de Prats de Molló.

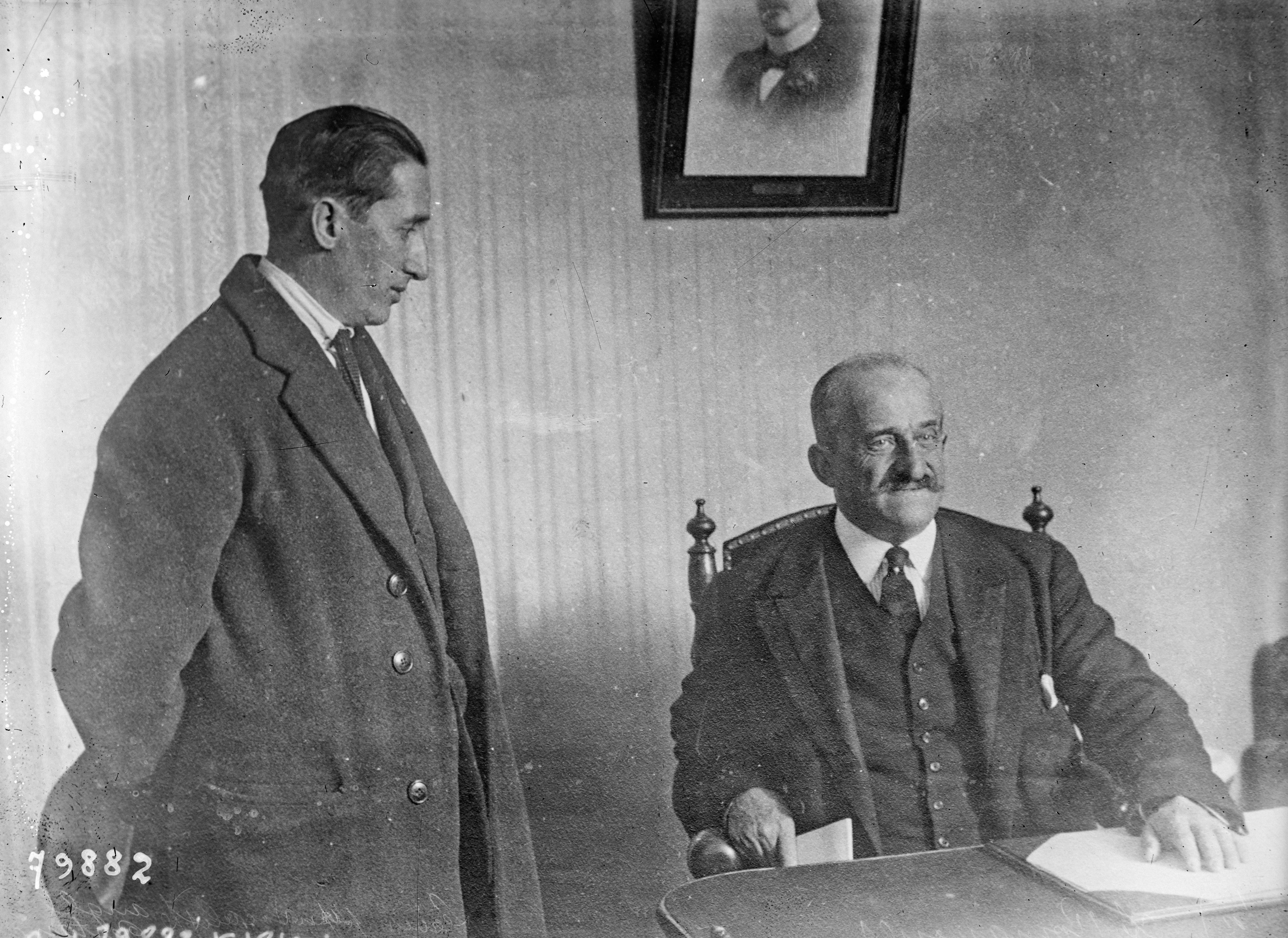
Ángel Pestaña, defensor de la «vía sindicalista», en 1922 junto al político liberal conde de Romanones (derecha).

En 1927 comenzó la ruptura del sector sindicalista cuando Ángel Pestaña planteó como medio para recuperar la legalidad participar en las elecciones para Comités Paritarios de la recién creada por la Dictadura Organización Corporativa Nacional, en los que la representación obrera estaba siendo copada por la UGT, pero la propuesta fue rechazada por la mayoría encabezada por Joan Peiró, ya que rompía con los principios «apolíticos» que definían a la CNT desde su fundación. La ruptura entre Peiró y Pestaña se consumó cuando este fundó en Barcelona en octubre de 1929 una Unión Local de Sindicatos y Asociaciones Obreras situada al margen de la Federación Local de Sindicatos Únicos de Barcelona de la CNT, y además se acercó a nacionalistas catalanes y republicanos para formar un frente antidictatorial. La ruptura no duró mucho tiempo porque la dimisión de Primo de Rivera en enero de 1930 impidió que la organización de Pestaña pudiera participar en la OCN, y así en marzo este y Peiró se reconciliaron.
La fractura en el sector sindicalista propició el crecimiento del sector anarquista «puro» que defendía la coordinación orgánica entre la CNT y las organizaciones anarquistas. Concretamente Diego Abad de Santillán en su obra El anarquismo en el movimiento obrero (1925) propuso recurrir a la táctica de la «trabazón» aplicada por la FORA argentina —y que consistía en el establecimiento de órganos de enlace entre los sindicatos obreros y los grupos específicamente anarquistas— para asegurar el predominio libertario en la CNT. La organización específica de carácter anarquista que aplicaría en España la táctica de la «trabazón» fue la FAI.
La Federación Anarquista Ibérica (FAI) fue fundada en Valencia el 24-26 de julio de 1927 a partir de la fusión de la Uniâo Anarquista Portuguesa, la Federación Nacional de grupos Anarquistas de España y la Federación de grupos Anarquistas de Lengua Española, fundada en Francia para la organización de los cenetistas exiliados. La FAI propugnaba el establecimiento de formas de representación orgánica de la misma en los órganos de gobierno de la CNT —la trabazón— para asegurar el carácter anarcosindicalista de la Confederación. Según el historiador Eduardo González Calleja, «el objetivo declarado era la conversión de la FAI en la vanguardia inspiradora del sindicato» por lo que «sus miembros actuaban como militantes de choque, y se reunían en "grupos de afinidad" de tres a diez miembros, organizados a escala federal de forma paralela a la CNT, con la que se coordinaban a través de los comités de relaciones y los comités mistos [CNT-FAI] de acción»".
Siguiendo la táctica de la «trabazón», la FAI controló Comité de Acción de la CNT afincado en Badalona, que entró en conflicto con el Comité Nacional presidido por Peiró y radicado en Mataró, a causa de que la FAI proponía lanzar un movimiento insurreccional en solitario, contando con el apoyo de algunos militares afines como el capitán Fermín Galán, mientras que el Comité Nacional apostaba por la participación en la conspiración encabezada por el conservador José Sánchez Guerra y que culminaría en el intento de golpe de Estado de enero de 1929. El fracaso del golpe obligó al Comité Nacional a dimitir, siendo sustituido por un Comité Nacional oficioso formado por Pestaña.

## La respuesta de la Dictadura: el incremento de la represión

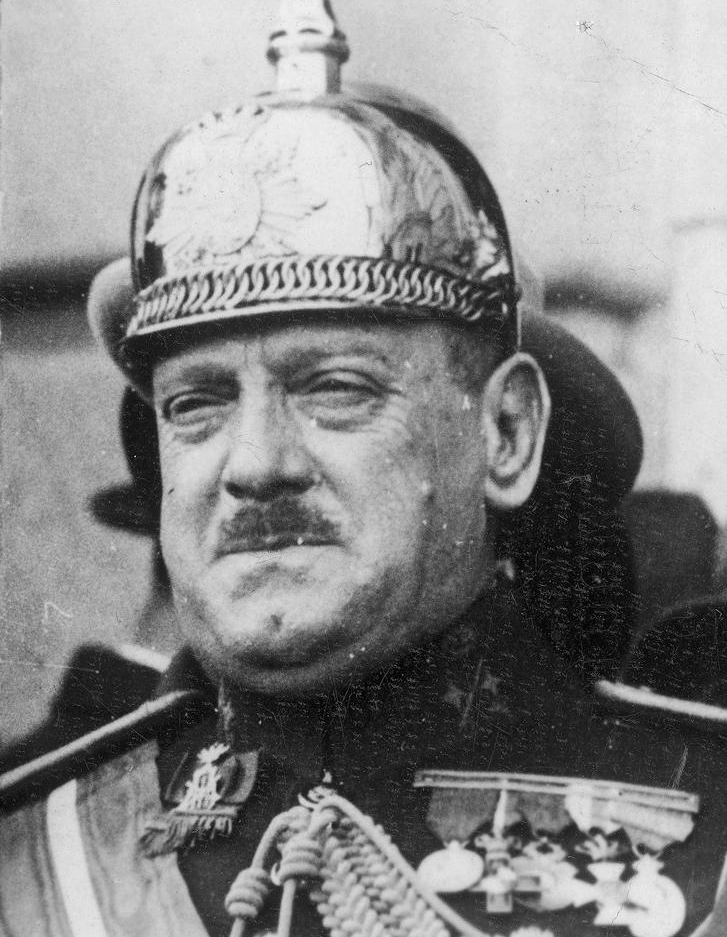
El general Severiano Martínez Anido, ministro de la Gobernación y mano derecha de Primo de Rivera, dirigió la política represiva del régimen, aplicando los mismos métodos «resolutivos» que los que empleó durante la «guerra social» de Cataluña (1919-1923) desde su puesto de gobernador civil de Barcelona.

La Dictadura llevó a cabo una reestructuración y ampliación del servicio de policía, cuyo presupuesto aumentó considerablemente y cuidó especialmente la acción policial en el extranjero, que era coordinada por el embajador en París, ya que en Francia vivían la mayoría de los exiliados y refugiados españoles. El embajador José María Quiñones de León, además de presionar a las autoridades francesas para que los deportaran, como a Francesc Macià, y de conseguir la colaboración de la Sûreté, creó en París una oficina de propaganda.
Tras la Sanjuanada, un Real Decreto publicado el 3 de julio de 1926 otorgó al dictador facultades discrecionales para imponer «las sanciones que estén dentro de sus facultades y proponiéndome las que excedan de ella, incluso los destierros y deportaciones que crea necesario, sea cualquiera su número y la calidad de las personas que lo merezcan», sin otro límite que «el que señalen las circunstancias y el bien del país y le inspire su rectitud y patriotismo». Además se establecía que los sancionados no podrían apelar a los tribunales de justicia.
El 17 de junio de 1928 otro Real Decreto imponía el permiso de la autoridad gubernativa para la celebración de actos de tipo político, que estuvo acompañado de los confinamientos arbitrarios, las multas exorbitantes y las violaciones de la correspondencia.
El nuevo Código Penal aprobado en septiembre de 1928, y que sería derogado por la Segunda República Española, incluyó en el delito de rebelión las huelgas y los paros laborales, así como consideró atentado a la autoridad la agresión a los miembros del Somatén, aunque no se hallasen ejerciendo las funciones de su cargo.

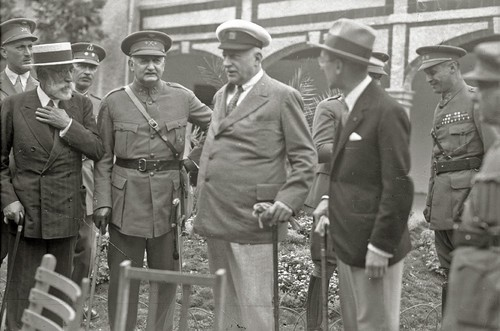
Primo de Rivera en San Sebastián en 1927.

El 22 de diciembre de 1928 se eliminaron las últimas trabas legales que quedaban para que el gobierno controlara completamente el poder judicial. A partir de entonces el Directorio civil pudo «separar, destituir, suspender o trasladar a magistrados, jueces y funcionarios judiciales sin necesidad de expedientes ni de informe previo, y sin posibilidad de apelación o recurso», afirma Eduardo González Calleja.
Tras el fracaso golpe de Estado encabezado por Sánchez Guerra de enero de 1929 el Directorio Civil endureció las medidas represivas. Pocos días después, el 4 de febrero, creó un Tribunal Especial vinculado a la Dirección General de Seguridad, que virtualmente ponía el poder judicial en manos del gobierno. El Tribunal estaría presidido por un juez militar e instruiría los sumarios que afectasen a la seguridad del Estado, y podría abrir sumarios rápidos por delitos de conspiración, rebelión, etc., lo que significaba en la práctica que el gobierno podía, por ejemplo, suspender de empleo y sueldo a los funcionarios que fueran hostiles al régimen. La creación del Tribunal Especial fue acompañada de una Circular de la Presidencia del gobierno de 8 de febrero por la que se facultaba a la policía para fiscalizar las conversaciones o los actos que pudieran conducir a alteraciones del orden público, se atribuían tareas policiales a la Unión Patriótica y al Somatén, y se amenazaba con multas gubernativas de hasta 25 000 pesetas y detenciones de catorce días a «toda persona que en un lugar público augurase males al país o censurase con propósitos de difamación o quebrantamiento de autoridad y prestigio, a los ministros de la Corona o altas autoridades». Asimismo se crearía un registro de funcionarios en el que entre otras cosas figuraría si «con publicidad y escándalo, se manifiestan enemigos del régimen y procuran su desprestigio y quebranto». Por último, la censura de prensa se hizo aún más restrictiva prohibiéndose de forma expresa todo tipo de crítica a la gestión del gobierno, y se impuso a los periódicos la obligación de insertar las «notas oficiosas» del Directorio civil.
En abril de 1929 se discutió un proyecto de Ley de Orden Público, que ampliaba los poderes discrecionales del gobierno para suprimir las garantías constitucionales, proceder a detenciones y registros sin mandamiento judicial, así como la expulsión de extranjeros peligrosos, y para declarar el estado de guerra. A esta reforma se opuso el rey, lo que, según González Calleja, «precipitó la dimisión de Primo en enero de 1930».

## El progresivo deterioro de las relaciones con el rey

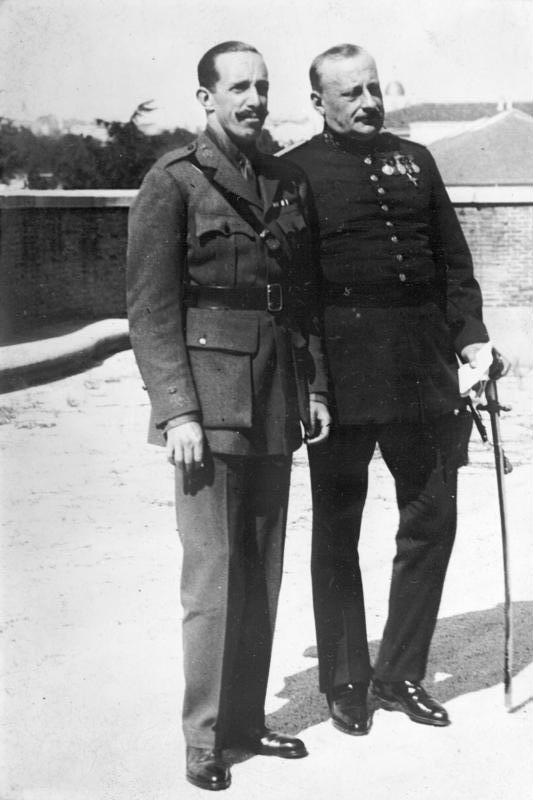
El rey Alfonso XIII y el dictador Miguel Primo de Rivera. Las relaciones entre ambos se fueron deteriorando a partir de 1927.

Como ha destacado Alejandro Quiroga, «las tensiones entre el monarca y el dictador fueron un factor determinante a la hora de acabar con el régimen primorriverista». Según Javier Moreno Luzón, «pasada la euforia regeneradora e imperialista de los primeros tiempos, creció [en Alfonso XIII] la necesidad de encontrar una salida legal a aquel estado de excepción. O, lo que era lo mismo, caminar hacia la normalidad». José Luis Gómez-Navarro ha señalado que «la posición de Alfonso XIII ante el régimen primorriverista y con el propio dictador atravesó diversas etapas». Una primera que se extiende hasta principios de 1924 durante la cual «Alfonso XIII se muestra entusiasmado con el régimen, en la que ve la posibilidad de concretar su pensamiento y sus deseos». Una segunda, desde los primeros meses de 1924 hasta principios de 1926, en la que el monarca siguió prestando «un total apoyo al régimen y a sus políticas más importantes», «aunque ya sin el desbordante entusiasmo inicial». Una tercera, que se inicia en diciembre de 1925, en la que «el rey continuó apoyando a la dictadura, pero sin defensas ardientes y entusiastas, al tiempo que marcaba distancias y presionaba suavemente para que "restableciera la normalidad"». La cuarta y última etapa, en la que Alfonso XIII se propuso «desembarazarse del dictador» se inició tras el fracasado golpe de Estado de enero de 1929.
El primer enfrentamiento serio entre Alfonso XIII y el general Primo de Rivera se produjo en 1927 con motivo de la creación de la Asamblea Nacional Consultiva, a la que el rey se opuso inicialmente, pero que finalmente aceptó y firmó el decreto de convocatoria en septiembre, después de haberse resistido durante más de un año, consciente de que suponía la ruptura definitiva con la Constitución de 1876 que había jurado cumplir y hacer cumplir —de ahí el apelativo de «el rey perjuro» que comenzó a extenderse—. «A partir de entonces, y hasta principios de 1929, Alfonso XIII apoyaría de un modo "pasivo" la Dictadura, dándose una complicidad elevada entre el monarca y el dictador en el plano ideológico, pero produciéndose un paulatino alejamiento en lo personal». El distanciamiento del rey se puso de manifiesto el 13 de septiembre de 1928 cuando Alfonso XIII no asistió a la multitudinaria conmemoración del quinto aniversario del «movimiento» que dio inicio a la Dictadura.
Un nuevo choque se produjo a principios de febrero de 1929 cuando el rey, aconsejado por su madre María Cristina de Habsburgo, se resistió a firmar el decreto que concedía facultades extraordinarias al Gobierno, al somatén y al partido único Unión Patriótica para la represión de las actividades «subversivas» después del fracaso golpe de Estado del mes anterior encabezado por Sánchez Guerra. Tres días después de que firmara el decreto, murió María Cristina, lo que afectó profundamente al rey. Javier Tusell y Genoveva García Queipo de Llano han señalado, por otro lado, que el fracasado golpe de Estado le dio a Alfonso XIII «la definitiva sensación de que la debilidad del régimen era patente y de que se abrían importantes interrogantes respecto del futuro. El dictador podía jugarse su destino político, pero el Rey tuvo todas las razones para ver confirmados a partir de ese momento los peligros inminentes que atravesaba su Corona».

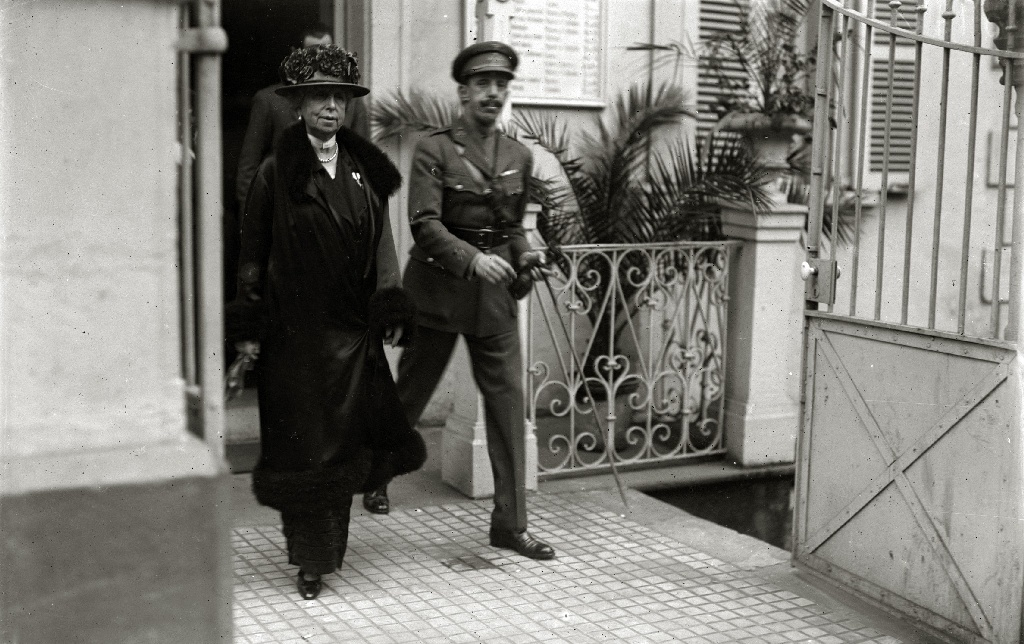
Alfonso XIII junto a su madre María Cristina de Habsburgo en 1924. María Cristina aconsejó en repetidas ocasiones a su hijo sobre temas políticos. Su muerte, el 6 de febrero de 1929, supuso un duro golpe para el rey.

El siguiente enfrentamiento entre Alfonso XIII y Primo de Rivera se produjo solo dos semanas más tarde cuando el rey se opuso a la disolución del cuerpo de artillería y a la aplicación de sanciones severas a sus jefes y oficiales, que se habían enfrentado a Primo de Rivera por la cuestión de los ascensos. Tras una agria discusión en el Consejo de Ministros que presidía el monarca, Alfonso XIII transigió de nuevo y firmó el decreto con fecha de 19 de febrero de 1929. «De nuevo, el enfrentamiento se saldaba con la victoria de Primo. Sin embargo, las relaciones entre ambos se habían ido enrareciendo, hasta el punto de que el rey comenzó a pensar que el dictador no contaba con el apoyo del ejército ni con el de la opinión popular... Para colmo, la absolución de Sánchez Guerra por un tribunal militar daba idea de que sectores del ejército no respaldaban ya la dictadura. Todo ello debió convencer al rey de la conveniencia de desembarazarse del dictador».
«En el otoño de 1929 el régimen dictatorial había mostrado con toda claridad su incapacidad de cumplir con las dos condiciones por las que el rey le apoyaba. En primer lugar, había dejado de ser un gobierno fuerte. Los problemas de orden público se sucedían (levantamientos de Ciudad Real y Valencia, nuevo conflicto estudiantil, etc.). Pero es que además, en segundo lugar, el gobierno se mostraba incapaz de ponerse de acuerdo en el proyecto de nueva Constitución y en los métodos de aprobarla. El rey, consciente de que Primo y su régimen cada vez contaban con menos apoyo en el ejército y en la opinión pública, le retiró su apoyo». El embajador británico comunicó a su gobierno a fines de 1929: «El único poder sustancial en el que país que no ha sido anulado, el del rey, se incrementa en la misma medida en que el del dictador disminuye».

## El colapso final

### De agosto de 1929 a enero de 1930
Según Javier Tusell y Genoveva García Queipo de Llano, «el declive final del régimen dictatorial se remonta al verano de 1929». En agosto, ante las duras críticas que estaba recibiendo el anteproyecto de Constitución presentado el mes anterior por la Asamblea Nacional Consultiva, Primo de Rivera, a quien tampoco le había gustado demasiado el proyecto, propuso debatir una salida consensuada a la Dictadura en el seno de la Asamblea a la que pidió que se incorporaran personalidades de la «vieja política», representantes de las Reales Academias, las Universidades y los Colegios de Abogados, y de UGT, pero todos ellos rehusaron participar, lo que, según Eduardo González Calleja, «rompió todos los puentes para una salida institucional a la Dictadura» y acentuó «la crisis terminal del régimen». Además, al cuestionar el anteproyecto de Constitución «Primo estaba metiendo a su régimen en un callejón sin salida», ha señalado Alejandro Quiroga.
En octubre se conoció la sentencia absolutoria del tribunal militar que juzgaba José Sánchez Guerra, por haber encabezado el golpe de Estado de enero, con el argumento de que sus acciones habían sido lícitas porque estaban dirigidas contra un régimen ilícito. «Primo montó en cólera. Sabía el daño que a los ojos de amplios sectores de la opinión pública hacía a su régimen la absolución de Sánchez Guerra, al mostrar que el marqués de Estella era incapaz de castigar a quienes se sublevaban contra la Dictadura. Para frenar la imagen de debilidad, nuestro personaje declaró entonces que se mantendría en el poder hasta la culminación de su "obra"». En una nota oficial afirmó: «Nada, pues, de fijación de plazos y, por el momento, un alto en la marcha hacia la normalización». Javier Tusell y Genoveva García Queipo de Llano conceden gran importancia a «la sentencia que exoneró a Sánchez Guerra de cualquier responsabilidad por su sublevación» porque «convertía en ilegítimo al régimen».
Según Shlomo Ben-Ami, «los últimos meses de la dictadura fueron la agonía de un dictador desconcertado». «Abrumado por las dificultades que se acumulaban, el dictador perdió definitivamente la confianza en sí mismo y, en consecuencia, formó una serie de planes de transición confusos y a menudo contradictorios», pero «ninguno encontró acogida favorable». El objetivo de Primo era «pasar el poder de manera ordenada» y «que [se] respetara el legado y las instituciones de la dictadura». Javier Tusell y Genoveva García Queipo de Llano han afirmado que «no se habría producido el colapso de la Dictadura de no mediar su propio desconcierto estratégico al que se sumó, en la recta final, el puro y simple deseo, casi físico, de Primo de Rivera de abandonar el poder como fuera». Sin embargo, Alejandro Quiroga ha advertido que «el dictador jamás especificó cuando se iba a producir su marcha». En una fecha tan tardía como el 26 de noviembre declaró que «el momento no ha llegado aún». «Sería flaqueza y deserción impropia de los hombres que aceptaron gobernar en condiciones bien difíciles... dejarse impresionar y deprimir por hablillas clandestinas emanadas de sectores descontentos, contumaces en la rebeldía, que no en cantidad ni en calidad representan la centésima parte del pueblo español», añadió. Alejandro Quiroga puntualiza: «Ahora bien, a diferencia de años anteriores, la posibilidad de que Primo abandonara el poder comenzó a hacerse más real en 1929, sencillamente porque la diabetes que sufría el dictador empeoró».

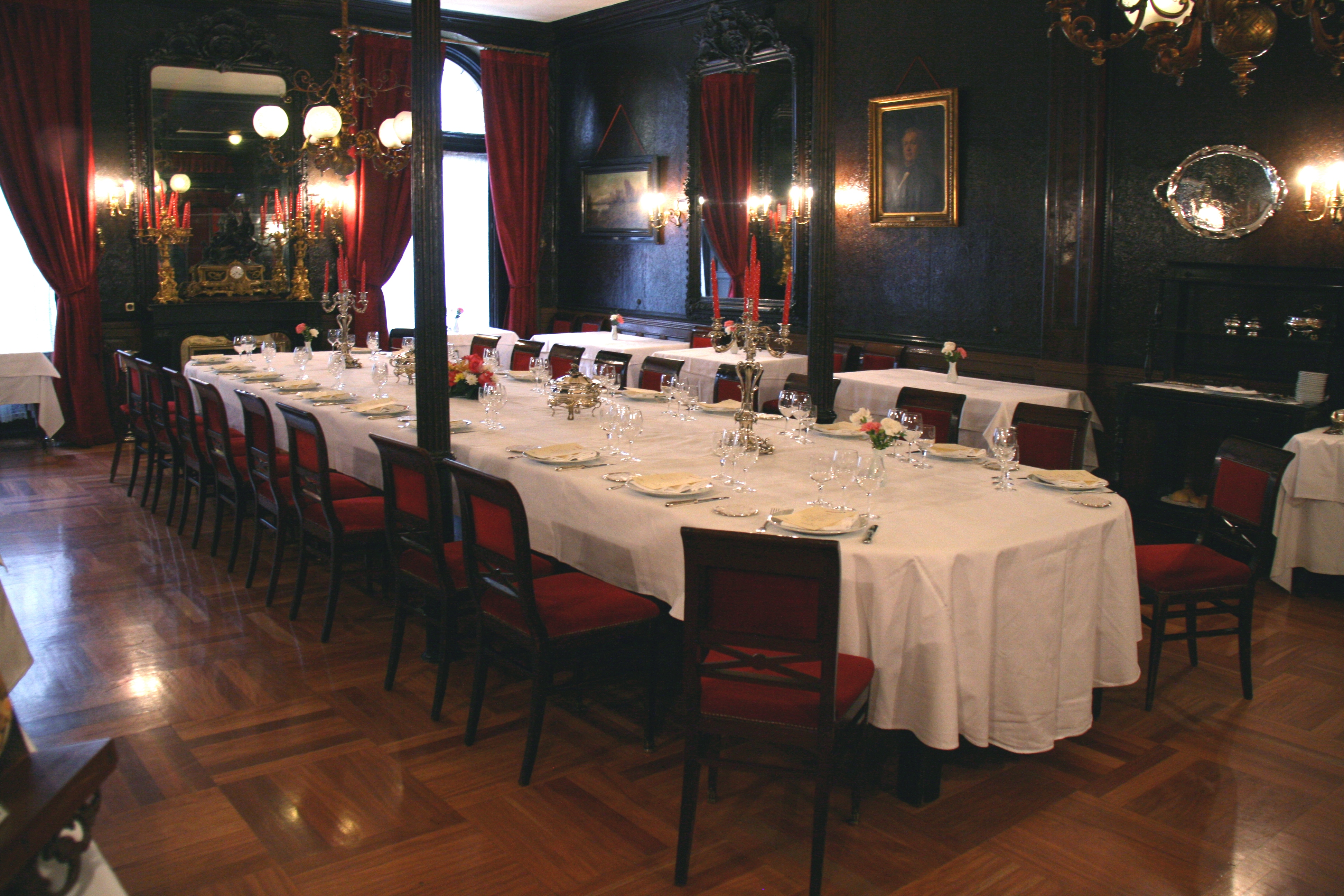
Salón del restaurante Lhardy donde se reunió Primo de Rivera con su gobierno a principios de diciembre de 1929 para acordar el plan de transición que recibiría el nombre del restaurante, situado en la Carrera de San Jerónimo de Madrid.

Su último plan de transición fue discutido en una cena de trabajo del gobierno, y a la que también asistió el presidente de la Asamblea Nacional Consultiva José Yanguas Messía, celebrada en el restaurante Lhardy el 3 de diciembre en conmemoración del cuarto aniversario de la constitución del Directorio civil. Allí Primo de Rivera les confirmó su intención de proponer al rey el nombramiento de un gobierno de transición, que no fuera «ni dictatorial ni constitucional», presidido por un civil «de corte derechista», que podría ser el conde Guadalhorce, aunque no descartó mantenerse él mismo en el poder. Primo les explicó su plan «que pasaba por la reapertura de la Asamblea Nacional en enero, la pronta celebración de elecciones municipales, a las que seguirían las provinciales, teniendo la certeza de que en ambas vencería la Unión Patriótica, y en el otoño de 1930 otras elecciones para la formación de un Parlamento unicameral semicorporativo». El plan se filtró a la prensa lo que abrió un debate sobre cuándo se iría el dictador, lo que «no le hizo ninguna gracia» a Primo de Rivera, quien declaró que permanecería en su puesto «cueste lo que cueste» hasta restablecer una situación «seria y tranquilizadora».
En medio de este polémica se celebró un banquete en la noche del 7 de diciembre, la víspera de la patrona del arma de infantería, presidido por el rey y por Primo de Rivera durante el cual los militares que asistieron trataron con frialdad al dictador, lo que, según Alejandro Quiroga, «no pasó desapercibido para Alfonso XIII, que entendió que la Dictadura había perdido gran parte del apoyo del Ejército y de la opinión pública», ni tampoco para Primo de Rivera. «El rey acudió entonces a los viejos políticos buscando un reemplazo para el marqués de Estella, pero estos se negaron a ofrecer una solución sin una convocatoria previa de Cortes».
El 31 de diciembre de 1929 el Consejo de Ministros presidido por el rey debatió el «plan Lhardy», pero «Alfonso XIII pidió unos días para reflexionar..., lo que supuso una retirada tácita de la confianza regia y la apertura oficial de la crisis postrera del régimen», afirma González Calleja. José Calvo Sotelo, ministro de Hacienda escribió más tarde: «Aquel día quedó firmada la sentencia de muerte de la dictadura». Según Shlomo Ben Ami, durante la reunión del Consejo de Ministros el rey «no pudo dejar de advertir que se hallaba ante un gobierno incoherente, dirigido por un dictador desconcertado, que le presentaba un plan hecho de remiendos. El monarca advirtió también que, a pesar de la fachada de solidaridad que trataban de presentar, los ministros no apoyaban el plan de Lhardy o, cuando menos, estaban divididos acerca de él».
Primo de Rivera tras el Consejo de Ministros con el rey declaró:

Las clases aristocráticas… me odian… Los conservadores se niegan a sumarse a la dictadura… Los que más afinidades mantienen con la Iglesia tampoco asisten a la dictadura ni aplauden sus propósitos… Y la banca y las industrias porque pagan… más estrictamente los tributos…, la clase patronal porque la dictadura se interesa para que al obrero no le falten leyes de previsión ni justicia social…, los funcionarios (porque se les exige más puntualidad)…, así como otros sectores…, no apoyan con calor a la dictadura…, se suman inconscientes a los que dicen que ya es vieja, que está agotada.

Por esas mismas fechas tomaba cuerpo una conspiración militar para derribar a la Dictadura que tenía su epicentro en Andalucía y que se desarrollaba casi a la luz pública. La conjura estaba dirigida por el mismo comité constitucionalista presidido por Miguel Villanueva que había organizado el fracasado golpe de Estado de enero de 1929. Contaban con el general Manuel Goded, gobernador militar de Cádiz, que estaba dispuesto a una «repetición de la marcha de Alcolea» y que debía empezar en Cádiz el 15 de febrero, y también con la aquiescencia del rey Alfonso XIII, quien, como ha señalado González Calleja, «había terminado por comprender que desembarazarse de Primo cuanto antes era la única oportunidad que disponía para salvar su propia situación y la de la Monarquía». De hecho, el 18 de enero el infante Carlos de Borbón, capitán general de Andalucía y buen amigo del general Goded, le pidió a su primo que destituyera a Primo de Rivera —y este a su vez le pidió al rey que aceptara su relevo por considerarlo cómplice de la «conspiración andaluza», a lo que Alfonso XIII se negó—. Lo mismo le dijo al rey el hijo del conde de Romanones enviado por este, para atajar así el golpe que se estaba preparando y cuyas consecuencias eran imprevisibles.
El 21 de enero dimitía el ministro de Hacienda José Calvo Sotelo debido al fracaso estrepitoso de su política monetaria y financiera. Primo de Rivera lo sustituyó por el conde de los Andes, un hombre de confianza del rey, intentando con ello recuperar el apoyo del monarca, pero no lo consiguió. Al día siguiente, 22 de enero, comenzó una nueva huelga en todas las universidades, que ya tuvo un carácter marcadamente republicano y que fue apoyada por los sindicatos. Tres días después, el 25 de enero a las 9:30 de la noche, Primo de Rivera declaró a los periodistas que había convocado en su despacho: «les aseguro que a lo que no estoy dispuesto es a que se me arrebate el poder, más que nada, y por encima de cualquier consideración, por el síntoma de descomposición anárquica que esto revelaría». Pocas horas después redactó la consulta al Ejército y a la Marina sobre su continuidad en el poder. En aquel momento Primo de Rivera sabía que la insurrección que iba a encabezar el general Goded se había adelantado al 28 de enero. O entre el 5 y el 8 de febrero.

### Domingo, 26 de enero

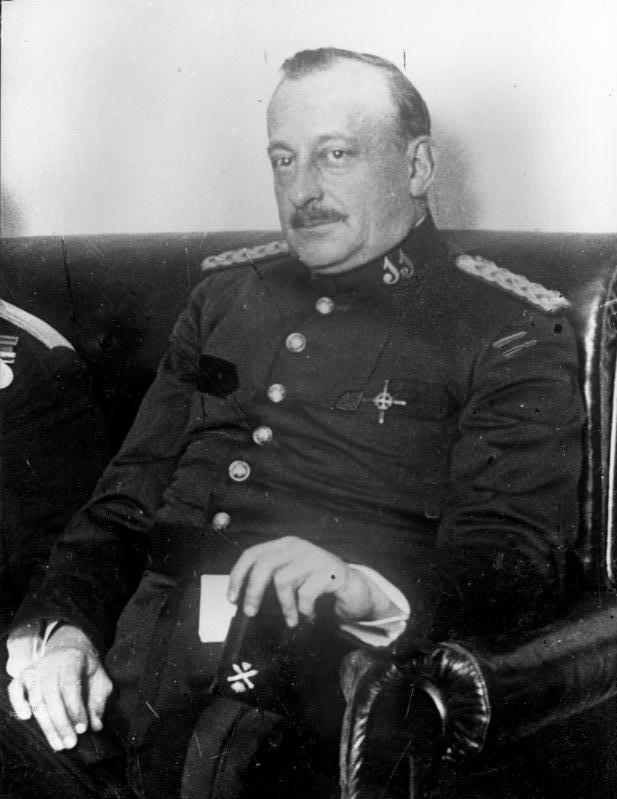
Primo de Rivera hacia 1930.

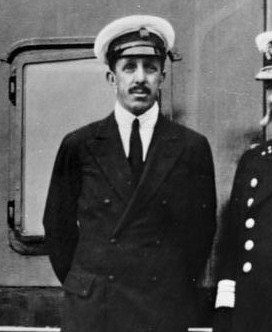
Alfonso XIII en 1930.

El 26 de enero de 1930 Primo de Rivera hizo un último intento para detener el golpe que se estaba preparando contra él, y cuya fecha Goded había adelantado, y también para hacer frente a la presión de Alfonso XIII para que dimitiera. Ese día anunció mediante una «nota oficiosa» que iba a consultar a los diez capitanes generales (y a los jefes de los tres departamentos marítimos y de las fuerzas de Marruecos y a los directores de la Guardia Civil, Carabineros e Inválidos), para que valorasen la labor de la Dictadura y para que con su autoridad zanjasen las «intrigas altas y bajas» que se estaban desarrollando en aquellos momentos. Tenían que hacer una «breve, discreta y reservada exploración» entre sus jefes de unidades y servicios para comunicarle si seguía «mereciendo la confianza y buen concepto del Ejército y de la Marina». Si la respuesta era negativa Primo devolvería «los poderes del jefe de la Dictadura y del Gobierno» a Alfonso XIII.
Según Eduardo González Calleja, «la famosa encuesta al Ejército fue un paso en falso en varios aspectos. En primer lugar, era un reconocimiento tácito de que la legitimidad última del régimen permanecía depositada en el Ejército, no en fantasmales plebiscitos populares o en ficciones pseudoparlamentarias. En segundo término, colocaba a unas Fuerzas Armadas asaltadas por una grave crisis de disciplina interna ante la incómoda tesitura de tener que juzgar la labor y la licitud de un régimen que había sobrevivido casi en exclusiva gracias a su apoyo institucional. En tercera instancia, era un último desaire al rey, quien había provocado la crisis de confianza, pero al que, como en septiembre de 1923, se le colocó ante un hecho consumado que anulaba su potestad de arbitraje, desaparecida de hecho con la ruptura del consenso constitucional». Esta última consideración es compartida por Shlomo Ben Ami: «El llamamiento de Primo de Rivera a los generales fue un imposible intento de contragolpe de Estado, esta vez contra el rey. La afirmación de Primo de Rivera de que la opinión de los militares había sido la fuente de su elevación al poder, era una afrenta a la corona y una violación del marco político en el cual el soberano era la suprema fuente de poder». También es compartida por Alejandro Quiroga —«Primo apelaba directamente a los altos mandos del Ejército, a quienes reconocía como única instancia legítima de su dictadura, y quitaba al rey su potestad de destituirle»— y por Javier Moreno Luzón —«esta maniobra resultaba intolerable para don Alfonso, pues al incluir otra instancia decisoria ponía en duda la libérrima prerrogativa regia»—.
Mientras esperaba la respuesta de sus compañeros generales, Primo de Rivera se entrevistó hacia las tres de la tarde con el rey, aunque el encuentro no trascendió y se desconoce de lo que hablaron. Según Alejandro Quiroga, es probable que el dictador «intentara calmar la ira de Alfonso XIII, que se dio perfecta cuenta de lo que el movimiento del marqués de Estella suponía. El monarca entendió que Primo estaba dando un "golpe" contra su capacidad para nombrar y destituir a los ministros de su Gobierno». Por la noche Primo de Rivera redactó un manifiesto «Al Pueblo y al Ejército» que nunca se hizo público y cuyo contenido solo fue conocido casi cien años después, en 2016. En el manifiesto pedía que «el Rey deje de serlo y con su familia abandone inmediatamente el país» y «después será preciso proclamar la república y elevar a su presidencia un hombre bueno, sabio, ecuánime y justiciero al que asistamos lealmente todos los españoles, aun los de sentimientos más monárquicos y de lazos más firmes con la Familia Real. La patria está por encima de todo». «Con este Rey ni pudieron los antiguos políticos, ni podrían los futuros, si yo no completo mi obra despejando de este obstáculo la vida política española», se decía también en el manifiesto.

### Lunes, 27 de enero
El 27 de enero Primo de Rivera recibió las ambiguas respuestas de los capitanes generales que se debían, según Shlomo Ben Ami, a su deseo de distanciar al Ejército de la Dictadura, «un buque que se estaba hundiendo» y a que la mayor parte de ellos eran amigos del rey o muy leales a él como soberano. Todos ellos reiteraron su total obediencia al rey y al gobierno que tuviera su confianza. El más explícito en la contestación fue el capitán general de Cataluña, el general Emilio Barrera, colaborador estrecho y amigo personal de Primo de Rivera, quien criticó abiertamente la consulta al considerar que «tiene los visos de otro golpe de Estado» (contra el rey), añadiendo a continuación: «la consulta significa debilidad de un lado y de otro mezclar al ejército en cuestiones políticas, de las que debe permanecer alejado. […] Entonces [el 13 de septiembre de 1923] fue lógica la intervención del ejército; en el caso de hoy tiene ya el significado de querer mezclarlo en lo que no es su función…». Los únicos que le mostraron un apoyo incondicional fueron el general Sanjurjo, director general de la Guardia Civil, y el capitán general de Baleares Enrique Marzo Balaguer.

### Martes, 28 de enero: Primo de Rivera dimite
Según Shlomo Ben Ami, Primo de Rivera a pesar de la respuesta que había recibido de sus compañeros de armas no estaba dispuesto a dimitir. El rey encargó al nuevo ministro de Hacienda y hombre de su confianza, el conde de los Andes, que persuadiera al dictador, pero finalmente fue la intervención del general Severiano Martínez Anido, su amigo y ministro de la Gobernación, quien le convenció para que no tratara de resistir. A las diez y media de la mañana Primo de Rivera, acompañado de Martínez Anido, acudió al Palacio de Oriente y le presentó su dimisión al rey. En esa entrevista le sugirió a Alfonso XIII que nombrara a los generales Martínez Anido, Emilio Barrera o Dámaso Berenguer para que le sucedieran al frente de la Presidencia del Gobierno. Sin embargo, cuando Primo de Rivera salió de Palacio no declaró a los periodistas que había dimitido y se limitó a decir que por la tarde se celebraría un consejo de ministros. La dimisión no se formalizaría y no se haría pública hasta las 8:45 de la tarde tras una nueva visita a Palacio. A la salida Primo de Rivera anunció que había dimitido «por razones personales y de salud» y que Alfonso XIII había encargado «formar Gobierno al general Dámaso Berenguer, un hombre discreto y reservado en sus juicios, de carácter sereno y muy querido en el país».
Según Genoveva García Queipo de Llano y Javier Tusell, la dimisión de Primo de Rivera se debió a «su mal estado de salud y [a] las ganas que tenía de abandonar el ejercicio de sus responsabilidades». Esta valoración no es compartida por otros historiadores como Shlomo Ben Ami o Alejandro Quiroga. Este último considera que la consulta a los capitanes generales «no fue una especie de "suicidio" político intencionado, sino una apuesta bastante arriesgada por mantenerse en el cargo... Otra cosa es que Primo de Rivera calculara mal, como fue el caso».

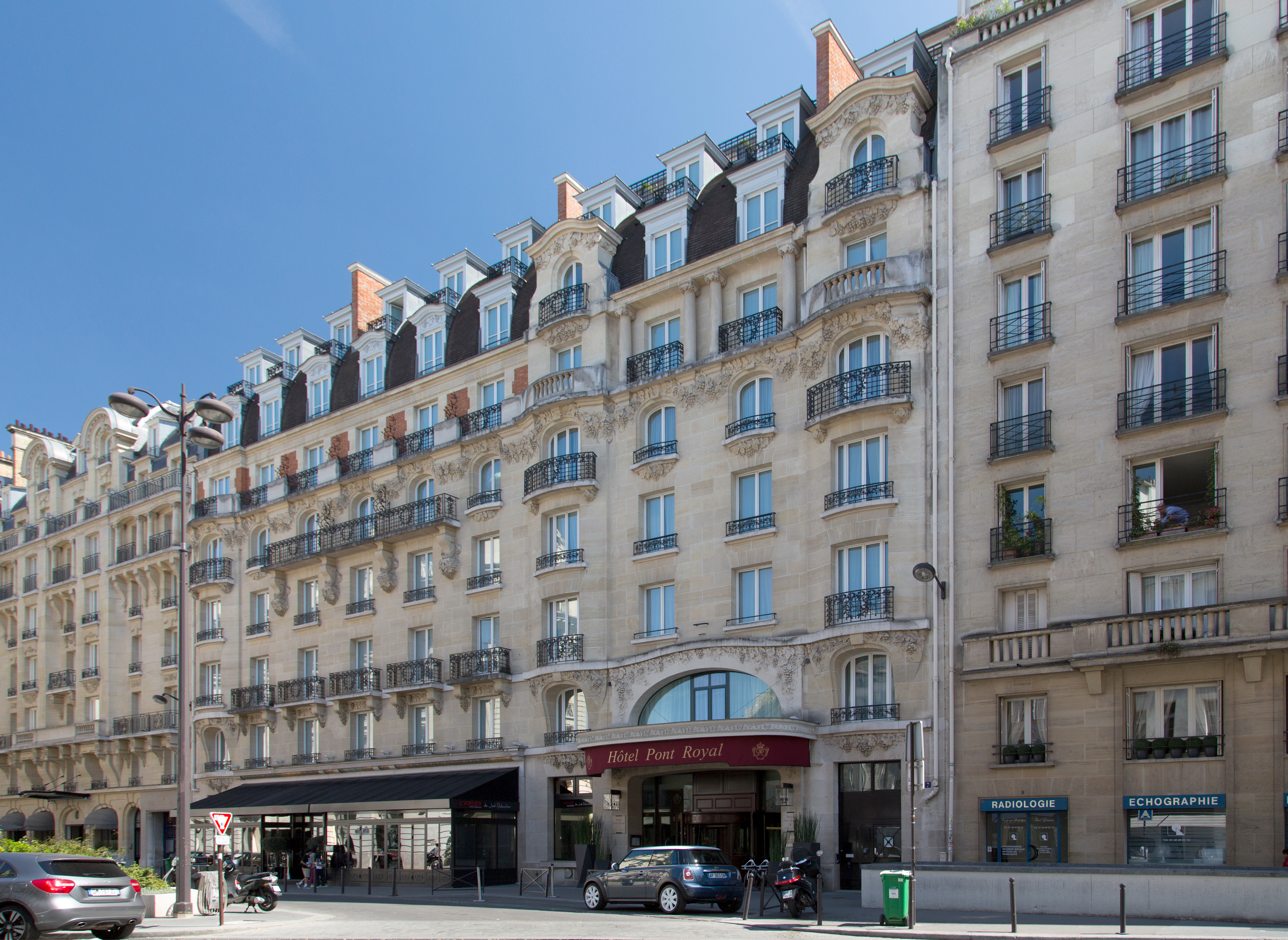
Fachada principal del Hotel Pont Royal de París, situado en el barrio de Saint Germain-des-Prés. Allí falleció el general Primo de Rivera el domingo 16 de marzo de 1930.

Tras su dimisión, salió de España —pasando por Barcelona donde se entrevistó con su amigo el capitán general Emilio Barrera, a quien, según reveló Eduardo Aunós catorce años después, le propuso que encabezara un golpe de Estado, a lo que este se negó— y poco después fallecía en el hotel Pont Royal de París. Según Ángeles Barrio Alonso,

La sensación de frustración y abandono que debió de experimentar Primo de Rivera cuando, tras su dimisión forzada en enero de 1930, se trasladó a París, probablemente aceleró su muerte, que se produjo dos meses más tarde en la más completa soledad. Ni él ni sus colaboradores más directos —entre los que además de Calvo Sotelo o Aunós, habría que citar a su propio hijo, José Antonio Primo de Rivera— pudieron comprender la poca benevolencia de la ciudadanía con lo que ellos consideraban un balance muy positivo de un régimen, que habría librado a España del separatismo, del sindicalismo, del déficit y de la guerra.

Alejandro Quiroga sostiene una visión similar a la de Ángeles Barrio:

Primo abandonó España dolido y enfermo... Primo sintió que muchos sectores sociales no le reconocían la, en su opinión, gran obra que había realizado por España, si bien se mantuvo convencido hasta sus últimos días de que el pueblo español estaba con él. Las injusticias y traiciones que creía haber sufrido lo convirtieron en un hombre melancólico y un tanto resentido.

«Alfonso XIII, que era desde hacía seis años un rey sin Constitución, nombró al general Dámaso Berenguer [entonces jefe de la casa militar del rey] presidente del gobierno con el propósito de retornar a la normalidad constitucional», afirma Santos Juliá. Según González Calleja, «la designación de Berenguer como nuevo primer ministro dejó burladas las expectativas políticas de los constitucionalistas, cifradas en la formación de un Gabinete presidido por José Sánchez Guerra, que convocaría Cortes Constituyentes. Tal solución fue rechazada de plano por don Alfonso, que parecía dispuesto a "seguir adelante" y no retroceder, puesto que consideraba que "el primer día de las Constituyentes sería el último de mi reinado"».